# 24. Mai
Der 24. Mai ist der 144. Tag des gregorianischen Kalenders (der 145. in Schaltjahren), somit bleiben 221 Tage bis zum Jahresende.

## Ereignisse

### Politik und Weltgeschehen
- 1013: Bolesław von Polen leistet in Merseburg Heinrich II. den Lehenseid und schreitet beim Kirchgang zur Festkrönung dem ostfränkisch-deutschen König als Schwertträger voran. Herzog Oldřich von Böhmen wird von Heinrich II. mit dem Herzogtum Böhmen belehnt. Erschienen sind auch Gesandte der Liutizen.
- 1192: Der Babenberger Herzog Leopold V. von Österreich und sein Sohn Friedrich erhalten nach dem Tod des letzten Traungauers Ottokar IV. von Kaiser Heinrich VI. auf Basis der Georgenberger Handfeste das Herzogtum Steiermark als weiteres Lehen.

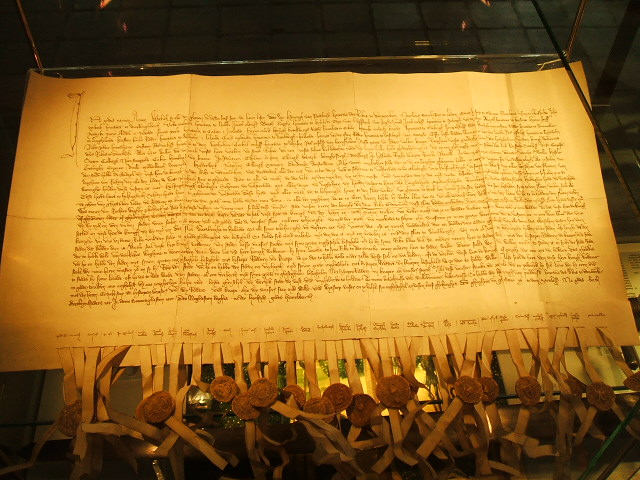
1370: Friede von Stralsund

- 1370: Der vom dänischen Drost Henning Podebusk und den Hanse-Bürgermeistern Jakob Pleskow und Bertram Wulflam ausgehandelte Friede von Stralsund zwischen der Kölner Konföderation und König Waldemar IV. von Dänemark beendet den Zweiten Waldemarkrieg und markiert den Höhepunkt der Macht der Hanse im Ostseeraum.

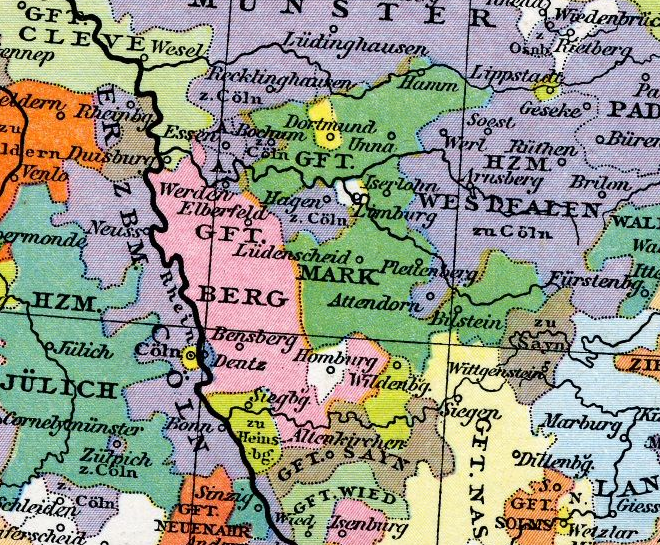
1380: Die Grafschaft Berg vor ihrer Erhebung zum Herzogtum

- 1380: Die Grafschaft Berg erhält unter Graf Wilhelm II. von König Wenzel die Herzogswürde und wird damit in den Reichsfürstenstand aufgenommen.
- 1487: In Dublin wird in der Zeit der Rosenkriege der Hochstapler Lambert Simnel als englischer König Edward VI. gekrönt. Der Londoner Regent Heinrich VII. hält indessen den echten Edward von Warwick aus dem Haus York im Tower gefangen. Der Versuch, Heinrich VII. von der Macht zu verdrängen, scheitert kurz darauf endgültig in der Schlacht von Stoke mit der Niederlage für die Yorkisten.

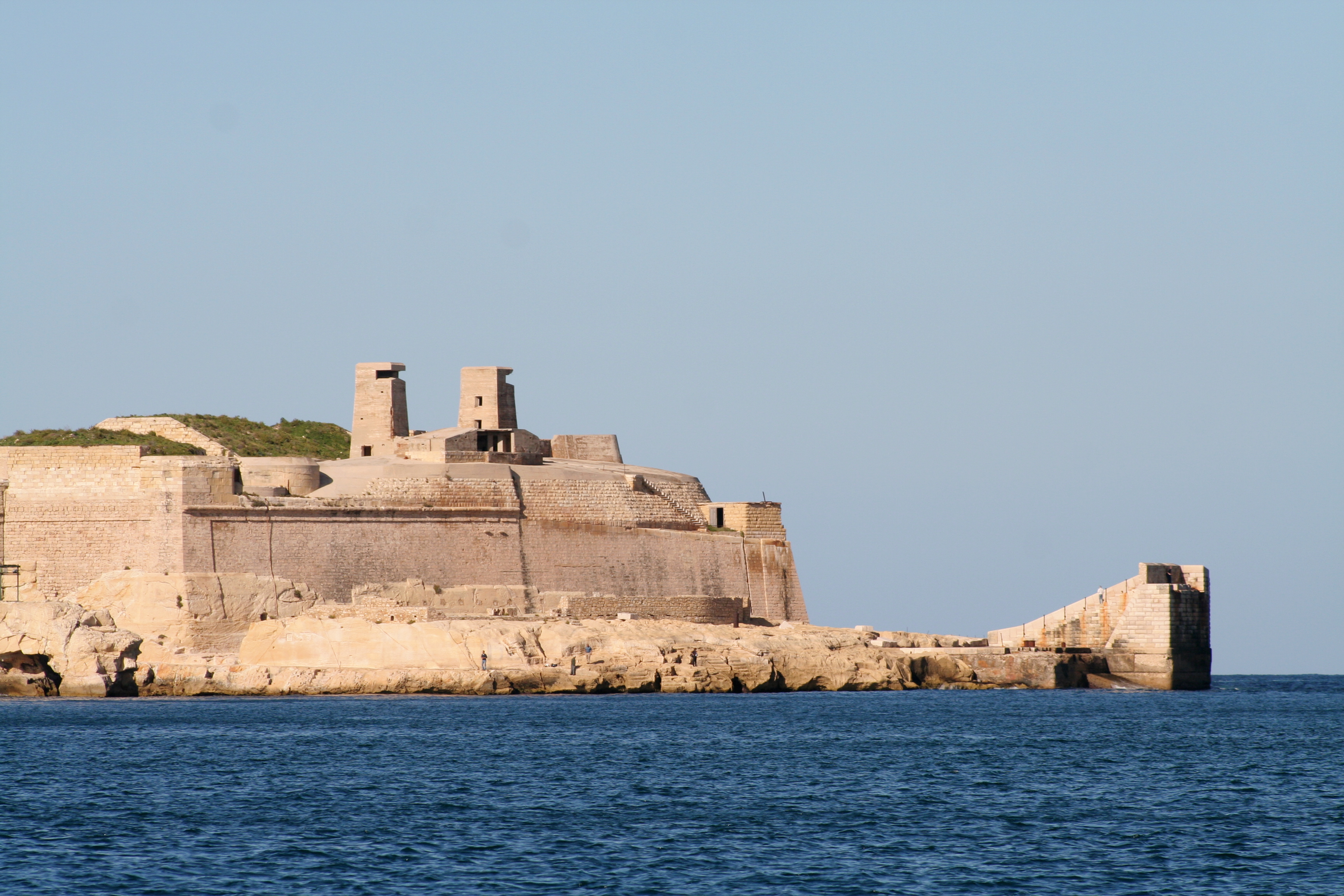
1565: Fort St. Elmo

- 1565: Die Osmanen unter Lala Kara Mustafa Pascha und Piyale Pascha beginnen bei der Belagerung von Malta mit der Beschießung des Forts St. Elmo, die bis zum 23. Juni dauern wird.
- 1571: Krimtataren unter Devlet Giray erreichen im Russisch-Krimtatarischen Krieg Moskau, plündern und setzen die Vororte in Brand. Die Stadt brennt bis zum 26. Mai fast vollständig nieder. Erst in der Schlacht bei Molodi mehr als ein Jahr später können die Russen unter Iwan dem Schrecklichen die Tataren besiegen.
- 1572: Francis Drake startet zu seiner zweiten großen Kaperfahrt in die Karibik. Diesmal hat er zwei Schiffe zur Verfügung, die Swan mit 25 Tonnen und die Pasco mit 70 Tonnen. Insgesamt befinden sich 73 Personen an Bord beider Schiffe, darunter auch zwei seiner Brüder, John und Joseph.

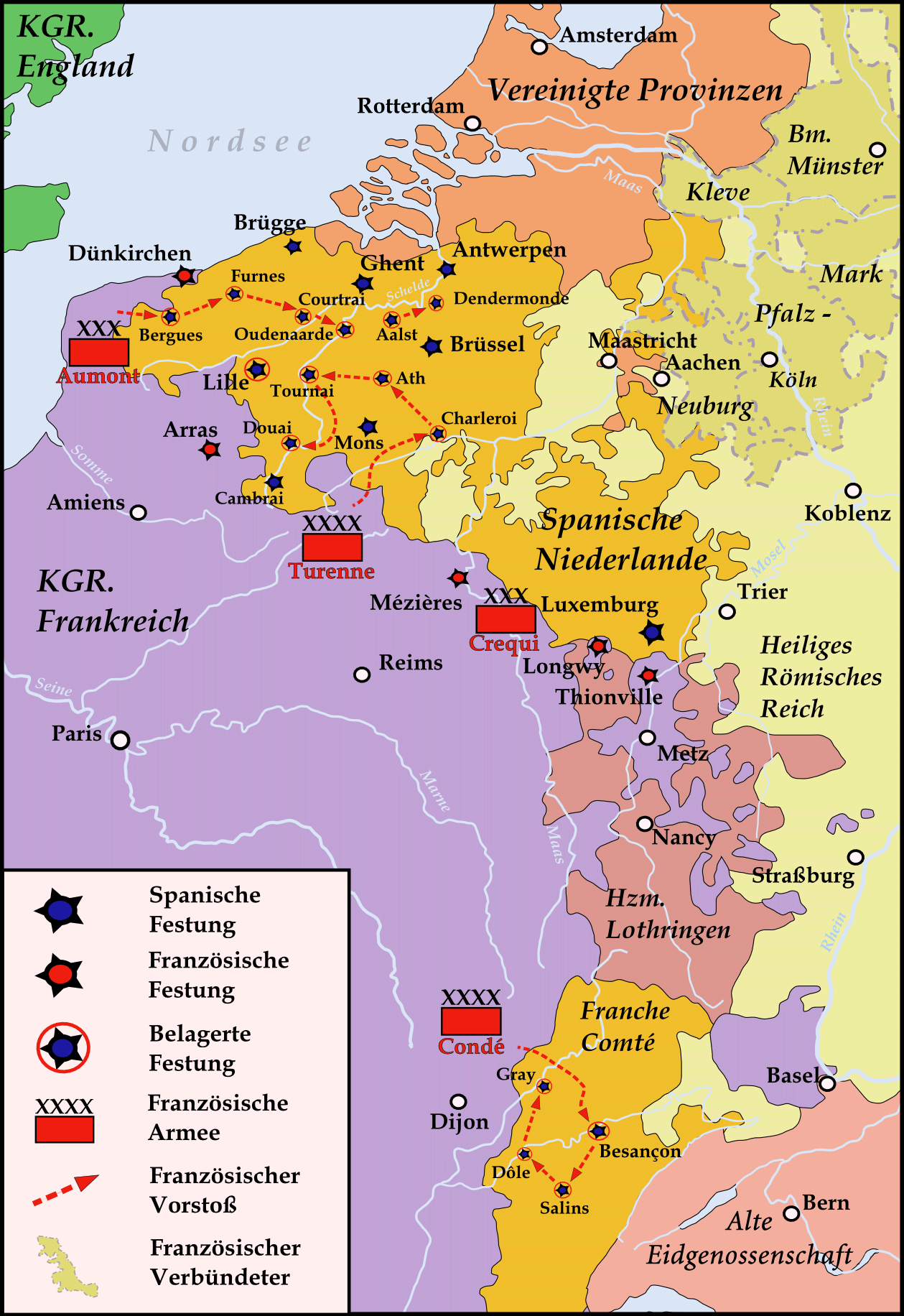
1667: Verlauf des Devolutionskrieges

- 1667: Französische Truppen unter dem Befehl von Henri de La Tour d’Auvergne, vicomte de Turenne überschreiten die Grenze zu den Spanischen Niederlanden und beginnen damit den Devolutionskrieg Ludwigs XIV. gegen Spanien, den ersten der sogenannten Reunionskriege.

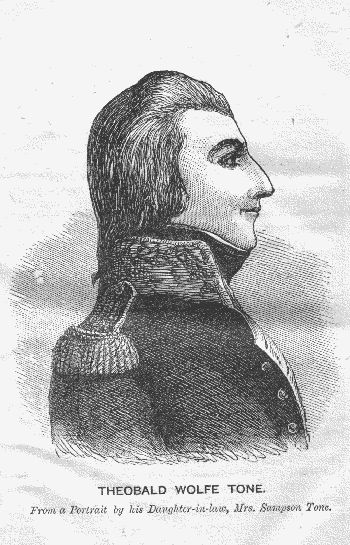
1798: Theobald Wolfe Tone

- 1798: Mit dem Versuch, in der Nacht Dublin unter ihre Kontrolle zu bekommen, beginnt die Irische Rebellion der Society of United Irishmen unter Theobald Wolfe Tone gegen die britische Fremdherrschaft.
- 1822: In der Schlacht am Pichincha am südamerikanischen Vulkan Pichincha erleiden die spanischen Truppen eine Niederlage gegen die sogenannten Patrioten unter Antonio José de Sucre. Ecuador wird unabhängig und schließt sich Großkolumbien an.
- 1856: John Brown überfällt beim sogenannten Pottawatomie-Massaker gemeinsam mit acht Männern fünf Sklavereibefürworter und schlachtet sie als Rache für fünf kurz zuvor in Kansas ermordete Abolitionisten regelrecht ab.
- 1865: Jefferson Davis, ehemaliger Präsident der Konföderierten Staaten von Amerika, wird nach der Niederlage der Confederate States Army im Sezessionskrieg und seiner darauf folgenden Verhaftung wegen Verrats angeklagt.
- 1866: Im Tripel-Allianz-Krieg beziehen die Truppen Paraguays beim Versuch, das Hauptlager der gegnerischen Alliierten anzugreifen, in der Schlacht bei Tuyutí eine schwere Niederlage.

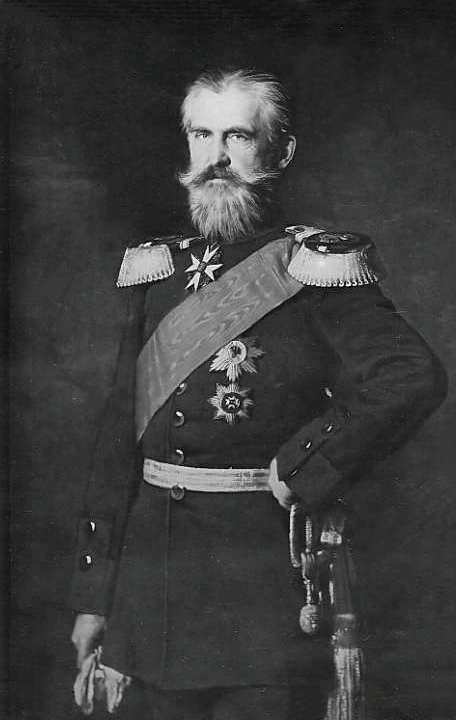
1869: Heinrich XIV.

- 1869: Fürst Heinrich XIV. stiftet das Fürstlich Reußische Ehrenkreuz, den Verdienstorden des Fürstentums Reuß jüngerer Linie. Der Orden in drei Klassen wird für besonders treue Verdienste und als Anerkennung ausgezeichneter Leistungen sowohl an Inländer als auch an Ausländer vergeben.
- 1915: Mit einem Angriff auf die österreichischen Grenzbefestigungen von Forte Monte Verena aus beginnt das Königreich Italien seine Kampfhandlungen im Ersten Weltkrieg.
- 1918: Mit mehreren Scharmützeln zwischen armenischen und türkischen Kräften beginnt im Ersten Weltkrieg bei Sardarapat die Schlacht von Sardarapat zwischen dem Armenischen Nationalkonzil und dem Osmanischen Reich.
- 1921: Separate Parlamentswahlen für die Northern Ireland Assembly und das Parliament of Southern Ireland festigen die Trennung zwischen Nord- und Südirland.

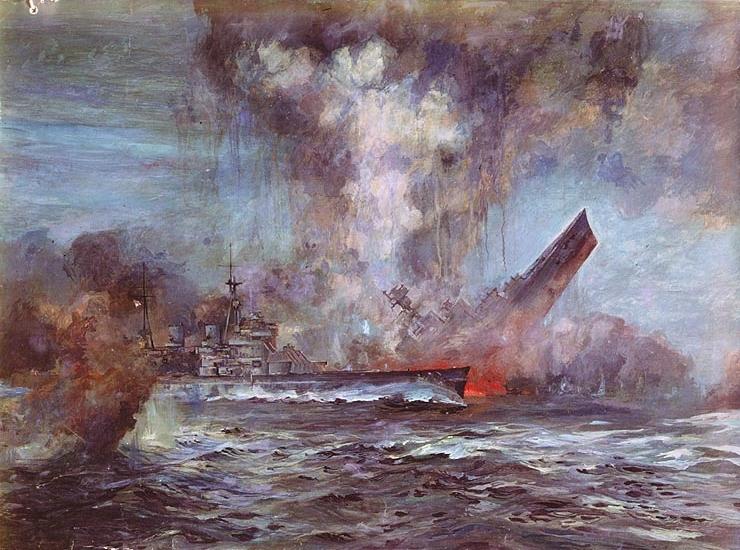
1941: Untergang der Hood

- 1941: Im Rahmen des Unternehmens Rheinübung kommt es in der Dänemarkstraße zum Seegefecht zwischen der Hood und der Prince of Wales auf britischer und der Bismarck und der Prinz Eugen auf deutscher Seite. Die Hood wird binnen weniger Minuten versenkt und die Prince of Wales schwer beschädigt. Großbritannien bietet in der Folge fast die gesamte Home Fleet auf, um die ebenfalls beschädigte Bismarck zu versenken.
- 1943: Großadmiral Karl Dönitz lässt aufgrund der hohen eigenen Verluste den U-Boot-Krieg im Nordatlantik vorläufig abbrechen.
- 1949: In Westdeutschland ist nach der Verkündung am Tag zuvor das Grundgesetz für die Bundesrepublik Deutschland für die als Trizone bekannte Westzone, nicht jedoch im damaligen Protektorat Saarland gültig.

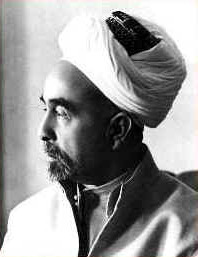
1950: Abdallah I.

- 1950: Der König von Transjordanien, Abdallah ibn Husain I., proklamiert das haschemitische Königreich Jordanien. Gleichzeitig gliedert er ihm dabei das umstrittene Westjordanland an.
- 1966: In Nigeria erlässt Militärherrscher Johnson Aguiyi-Ironsi Dekree 34, mit dem die Bundesstaaten des Landes aufgehoben werden. Nigeria wird hierdurch ein Einheitsstaat.
- 1981: Der ecuadorianische Präsident Jaime Roldós verunglückt bei einem Flugzeugabsturz unter ungeklärten Umständen tödlich.
- 1982: Die Rückeroberung Chorramschahrs durch iranische Revolutionsgarden erweist sich als Wendepunkt im Ersten Golfkrieg. Die Stadt war seit der Schlacht von Chorramschahr Ende September 1980 unter irakischer Gewalt.

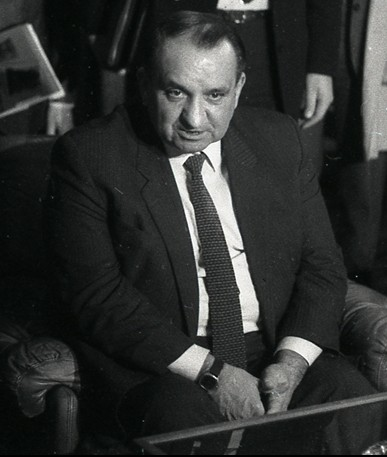
1983: Fred Sinowatz

- 1983: Fred Sinowatz (SPÖ) wird nach dem Rücktritt von Bruno Kreisky wegen der verlorenen Nationalratswahl am 24. April neuer Bundeskanzler der Republik Österreich. Die Bundesregierung Sinowatz amtiert bis zum 16. Juni 1986.
- 1991: Die Eritreische Volksbefreiungsfront nimmt ohne Gegenwehr der äthiopischen Armee die regionale Hauptstadt Asmara ein, was einen entscheidenden Schritt zur Unabhängigkeit Eritreas darstellt.

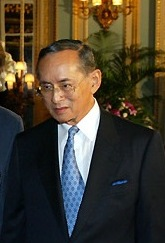
1992: Bhumibol Adulyadej

- 1992: Nach Intervention durch König Bhumibol Adulyadej infolge der blutigen Niederschlagung regierungskritischer Demonstrationen am 17. bis 20. Mai (Schwarzer Mai) tritt der thailändische Premierminister General Suchinda Kraprayoon zurück. Interimistischer Nachfolger wird sein Stellvertreter Meechai Ruchuphan.
- 1992: Thomas Klestil von der ÖVP wird im zweiten Wahlgang gegen den Kandidaten der SPÖ, Rudolf Streicher, als Nachfolger von Kurt Waldheim zum österreichischen Bundespräsidenten gewählt.

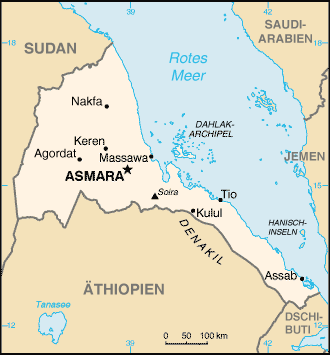
1993: Eritrea

- 1993: Nach einem Referendum im April erklärt Eritrea seine Unabhängigkeit von Äthiopien. Isayas Afewerki von der Eritreischen Volksbefreiungsfront wird erster Präsident des neuen Staates.
- 2000: Mit dem Abzug der israelischen Soldaten endet die Besatzung des Südlibanons mit Ausnahme des umstrittenen Gebiets der Schebaa-Farmen.

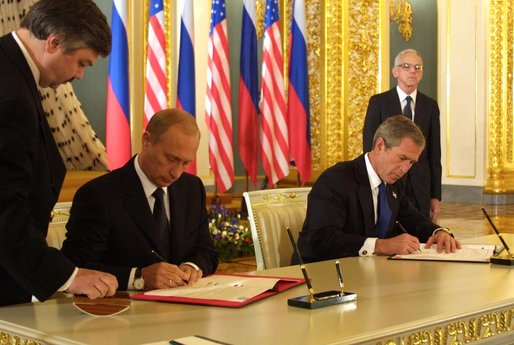
2002: Putin und Bush bei der Unterzeichnung

- 2002: Russlands Präsident Wladimir Putin und der Präsident der Vereinigten Staaten, George W. Bush, unterzeichnen in Moskau den Strategic Offensive Reductions Treaty (SORT).

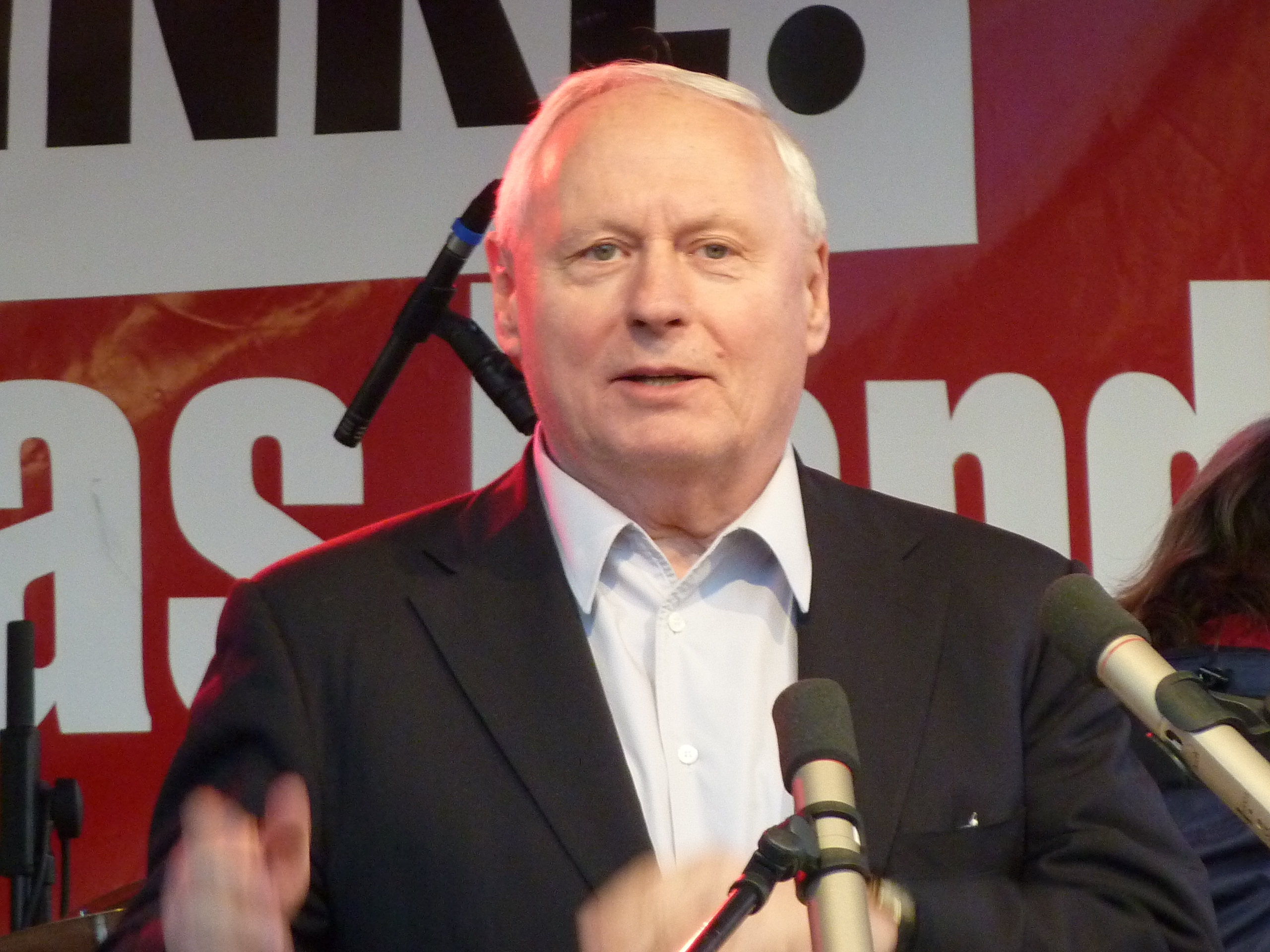
2005: Oskar Lafontaine

- 2005: Der frühere Bundesvorsitzende Oskar Lafontaine erklärt seinen Austritt aus der SPD und erklärt sich bereit, die Wahlalternative Arbeit & soziale Gerechtigkeit (WASG) zu unterstützen, die kurz darauf ein Wahlbündnis mit der PDS eingeht.

### Wirtschaft
- 1810: In Schweden beginnt der Bau des Göta-Kanals, der durch das Götaland eine Querverbindung zwischen dem Kattegat an der Westküste und der Ostsee an der Ostküste ermöglicht.
- 1889: Der Deutsche Reichstag beschließt das Gesetz zur Alters- und Invaliditätsversicherung, die Basis für die heutige Gesetzliche Rentenversicherung. Reichskanzler Otto von Bismarck versucht damit, die durch die Industrialisierung entstandene Not in der Arbeiterschaft zu lindern, gleichzeitig aber auch als Teil seiner Zuckerbrot-und-Peitsche-Politik der Sozialdemokratie die Basis in der Arbeiterschaft zu entziehen.
- 1903: Im Hotel Silber in Stuttgart wird die Deutsche Motorradfahrer-Vereinigung (DMV) gegründet, der Vorläufer des Allgemeinen Deutschen Automobil-Clubs (ADAC).

1906: César Ritz

- 1906: Der Schweizer Hotelier César Ritz eröffnet nach dem Pariser Hôtel Ritz in London ein weiteres Hotel seines Namens, das als Neuheit in jeder Suite ein eigenes Badezimmer besitzt. Die Servicestandards und die luxuriöse Ausstattung des Hauses setzen landesweit Maßstäbe.

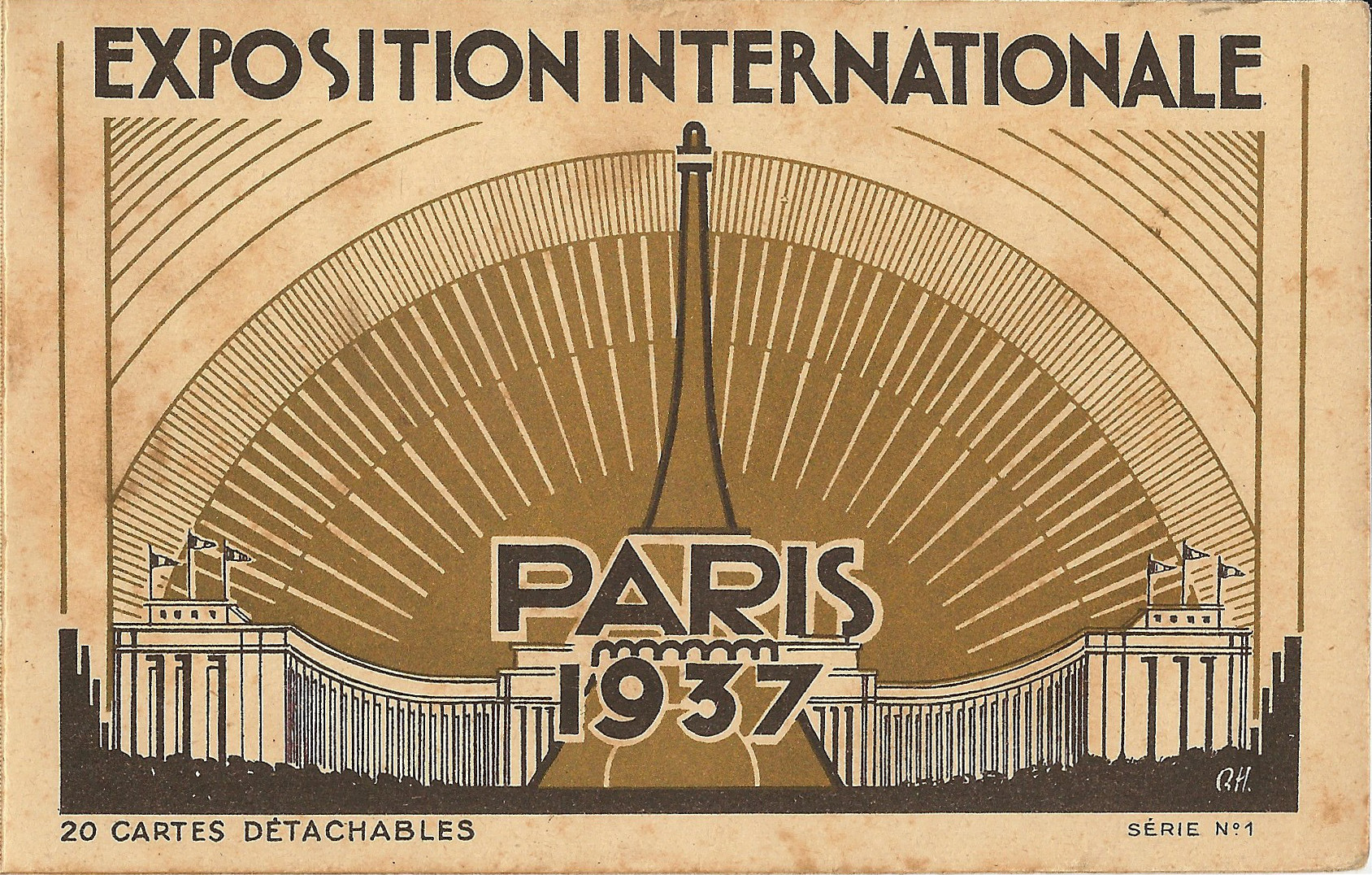
1937: Pariser Weltfachausstellung

- 1937: Der französische Staatspräsident Albert Lebrun weiht bei der Eröffnung der Pariser Weltfachausstellung das Palais de Tokyo ein, das inzwischen ein Zentrum für zeitgenössische Kunst beherbergt.
- 1938: Mehr als drei Jahre nach der Einreichung am 13. Mai 1935 erhält der US-Amerikaner Carl C. Magee das Patent Nr. 2.118.318 für die Parkuhr.
- 1958: Die US-amerikanische Nachrichtenagentur United Press International (UPI) entsteht aus dem Zusammenschluss von United Press (UP) und International News Service (INS).
- 1960: Wiens Bürgermeister Franz Jonas legt den Grundstein für die Müllverbrennungsanlage Flötzersteig, die erste ihrer Art in Österreich.

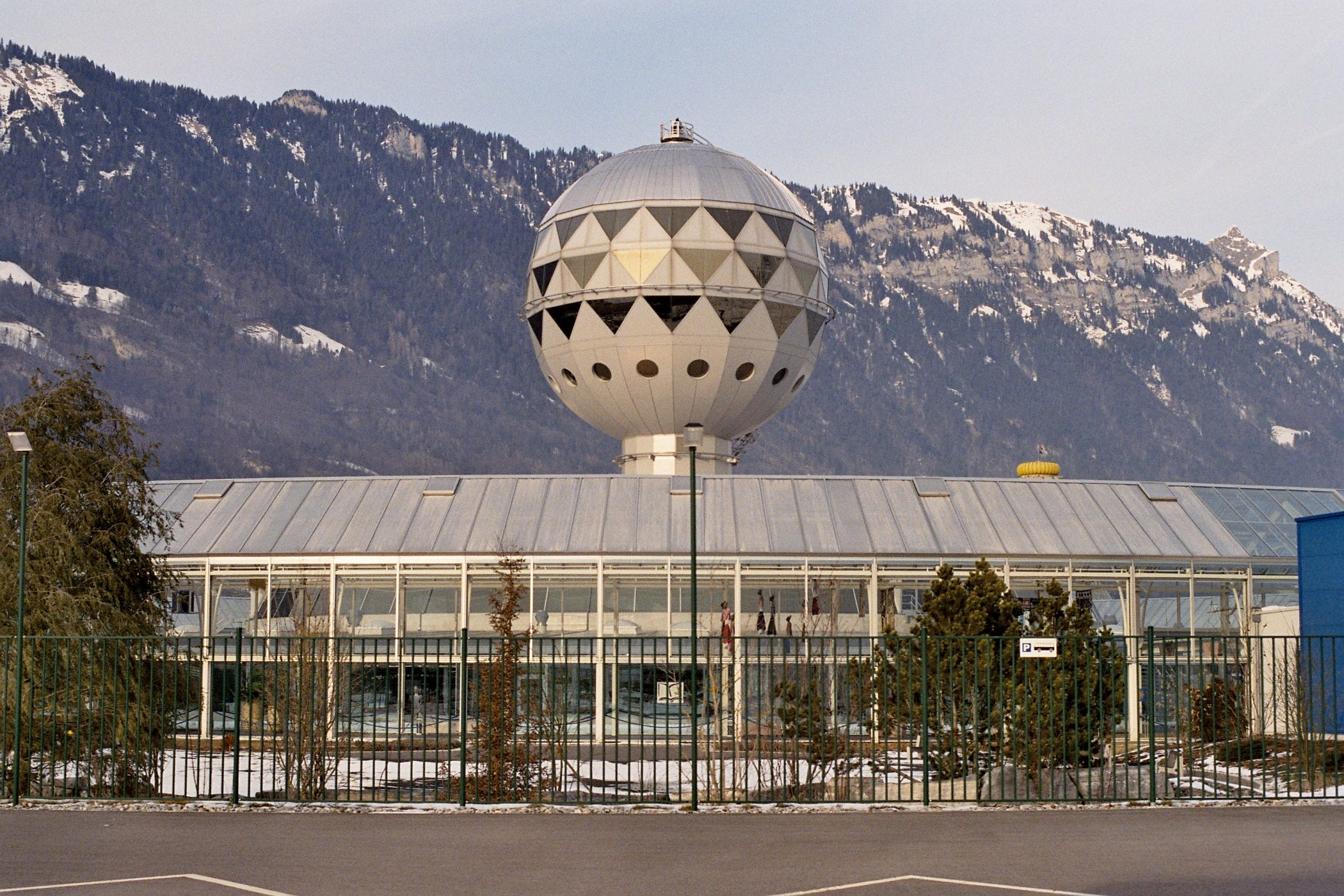
2003: Mystery Park

- 2003: Der Mystery Park von Erich von Däniken wird in Interlaken auf dem Gelände eines ehemaligen Militärflugplatzes eröffnet. Er widmet sich der „Präsentation unerklärlicher und doch real fassbarer Welträtsel“.

### Wissenschaft und Technik

1681: Canal du Midi

- 1681: Der nach Plänen des Ingenieurs Pierre-Paul Riquet errichtete Canal du Midi wird in Südfrankreich feierlich eröffnet. Er verbindet Toulouse mit dem Mittelmeer. Auf der größten Baustelle im Europa des 17. Jahrhunderts werden danach nur noch kleinere Ausbauarbeiten erledigt.

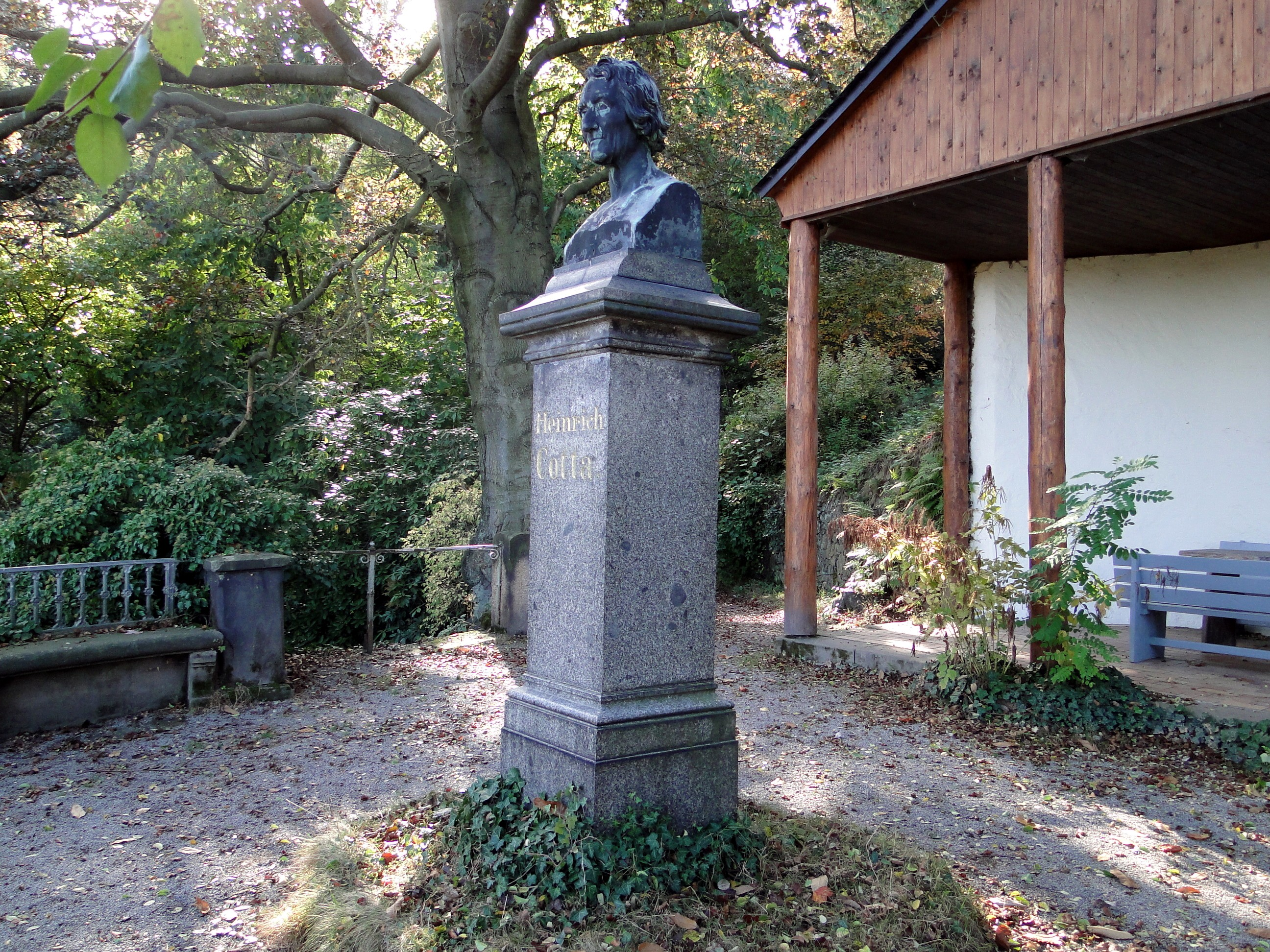
1811: Büste Heinrich Cottas im Forstbotanischen Garten

- 1811: Heinrich Cotta eröffnet in Tharandt seine private Forstlehranstalt, die 1816 zur staatlichen Forstakademie erhoben wird und Weltgeltung erlangt. Mit ihm ist der Botaniker Johann Adam Reum nach Tharandt gekommen, der sofort mit dem Anlegen des heutigen, weltweit ältesten Forstbotanischen Gartens beginnt.
- 1830: Auf der ersten Teilstrecke der Baltimore and Ohio Railroad zwischen Baltimore und Ellicott’s Mill wird nach knapp zweijähriger Bauzeit der planmäßige Betrieb aufgenommen.
- 1844: Samuel F. B. Morse sendet das erste Telegramm in Morsecode von Washington, D.C., nach Baltimore. Der Inhalt der Nachricht lautet: What hath God wrought? (Was hat Gott getan?).
- 1868: Die Erste Deutsche Nordpolar-Expedition sticht im norwegischen Bergen mit dem Frachtsegler Grönland in See.

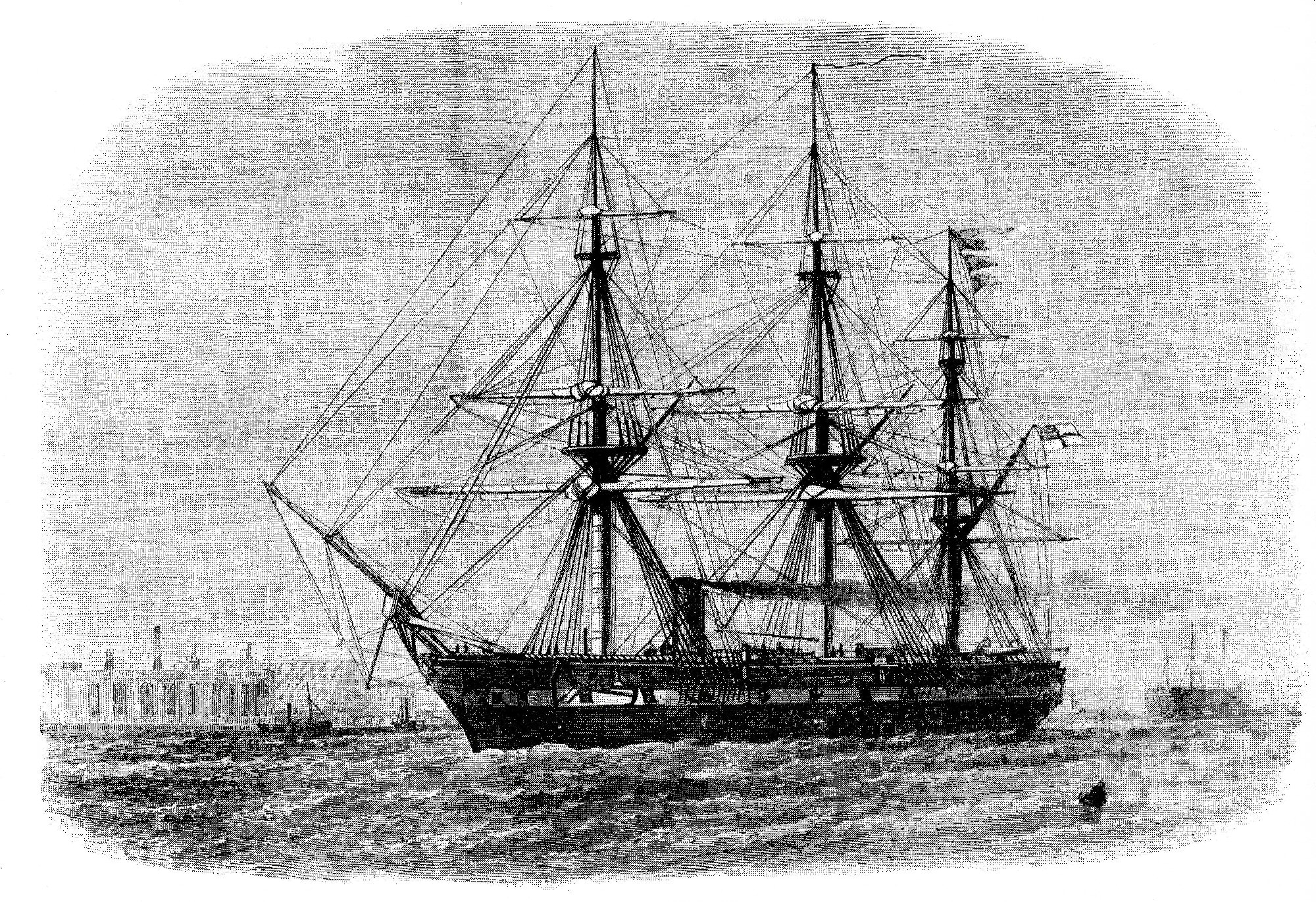
1876: HMS Challenger

- 1876: Die britische Korvette Challenger, die am 21. Dezember 1872 unter Kapitän George Nares zur Challenger-Expedition ausgelaufen ist, kehrt nach ihrer Weltumrundung nach Portsmouth zurück. Die Expedition unter der wissenschaftlichen Leitung von Charles Wyville Thomson und seinem Assistenten John Murray liefert eine Fülle wissenschaftlichen Materials über den Ozeanboden und begründet die moderne Ozeanographie.

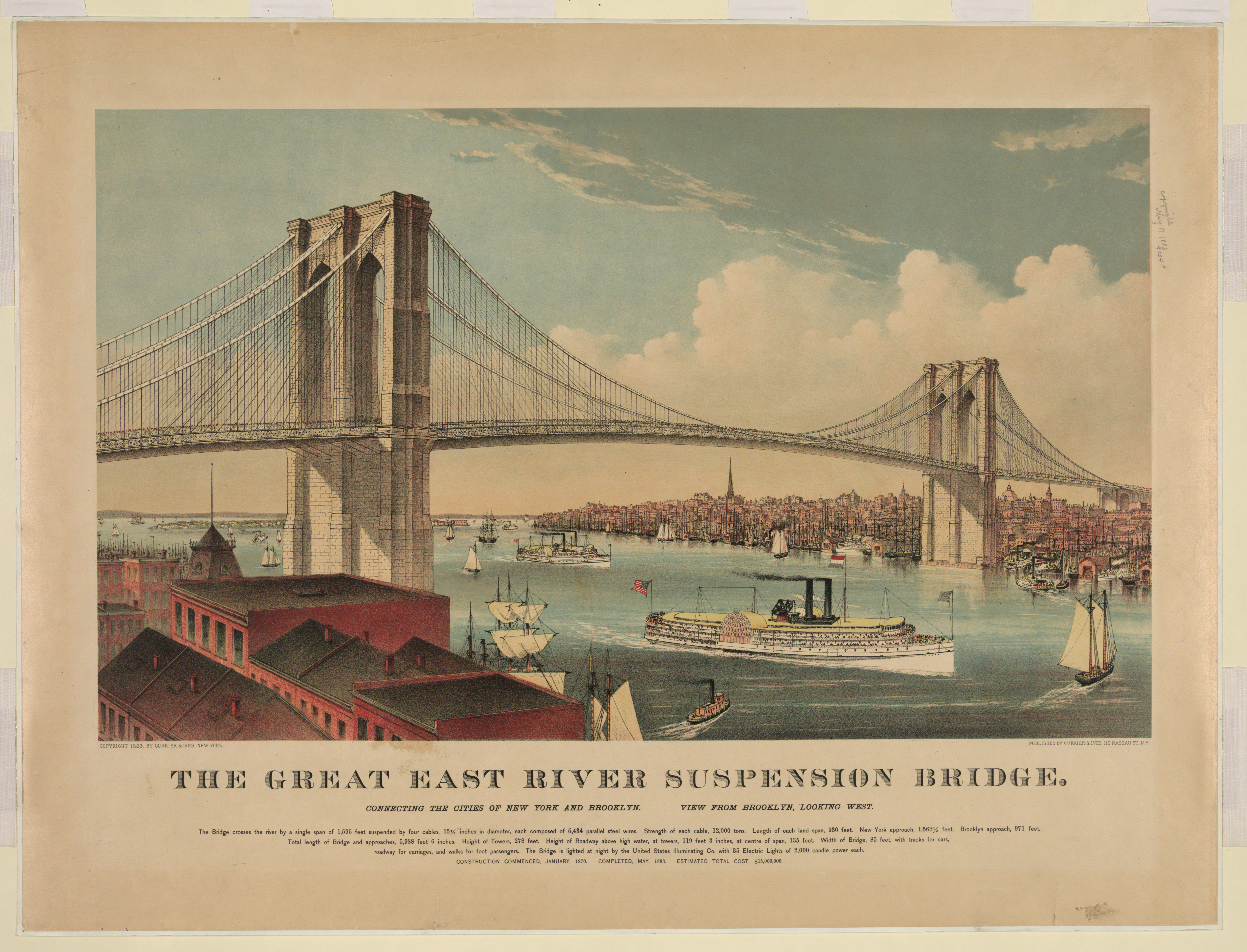
1883: Brooklyn Bridge

- 1883: Die New York and Brooklyn Bridge wird nach 14-jähriger Bauzeit eröffnet. Sie überspannt den East River und verbindet die New Yorker Stadtteile Manhattan und Brooklyn. Bereits am ersten Tag überqueren 1800 Fahrzeuge und 150.300 Menschen die neue Brücke, die erste von ihnen ist Emily Warren Roebling, Ehefrau von Washington Augustus Roebling, die nach der Erkrankung ihres Mannes den Bau der Brücke weiter vorangetrieben hat.
- 1930: 19 Tage nach ihrem Start in Croydon landet Amy Johnson in Darwin und vollendet damit als erste Frau einen Alleinflug von England nach Australien.

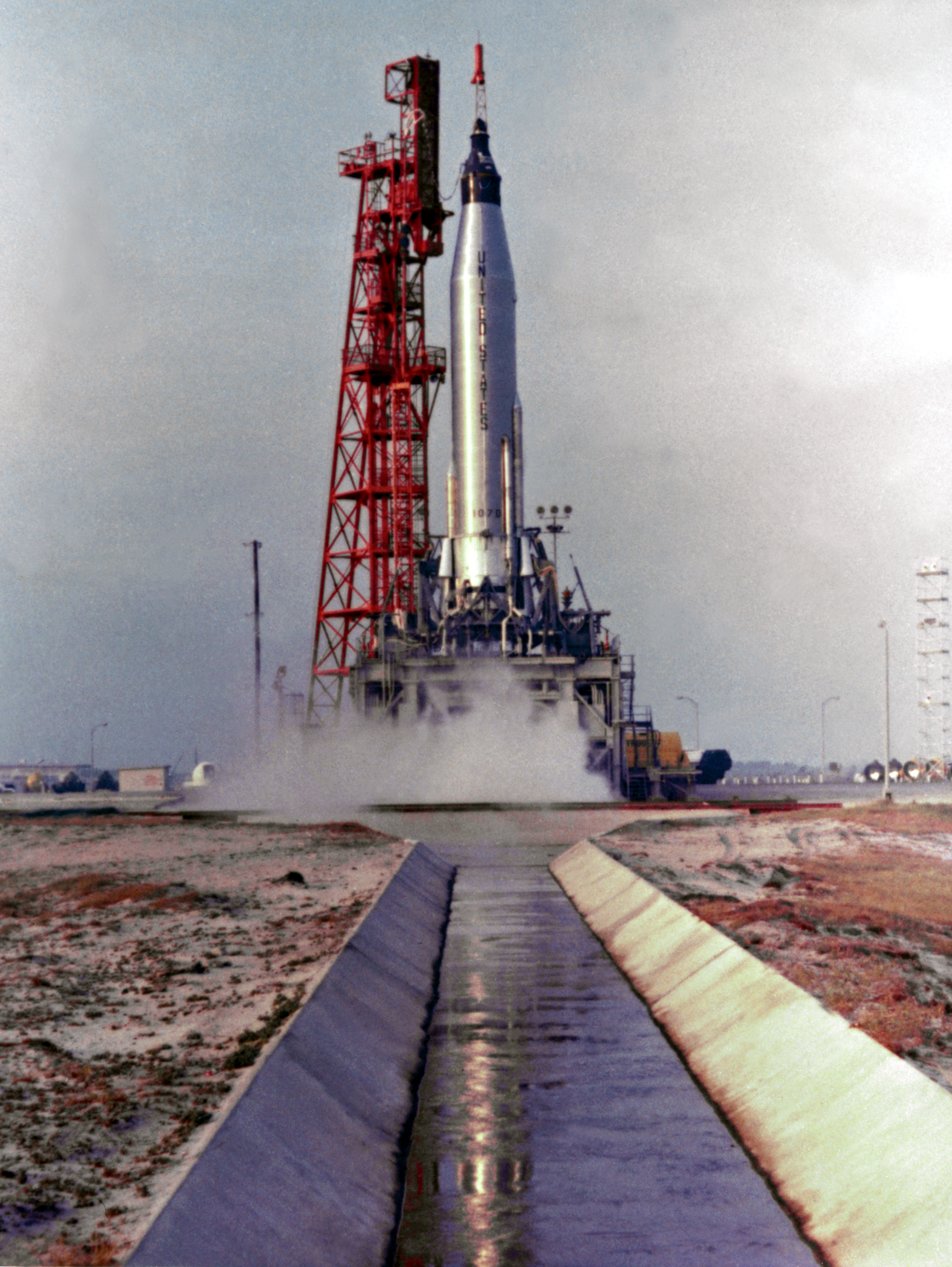
1962: Start der Mission Mercury-Atlas 7

- 1962: Die NASA startet im Rahmen des Mercury-Programms die Mission Mercury-Atlas 7. Der an Bord befindliche Scott Carpenter wird damit der zweite Amerikaner in einer Erdumlaufbahn.
- 2022: In London wird mit dem Abschnitt Paddington–Abbey Wood der größte Teil des Crossrail-Projekts eröffnet. Auf der neuen Strecke, welche die Stadt in West-Ost-Richtung überwiegend im Tunnel quert, nimmt die Elizabeth Line den Betrieb auf.[1]

### Kultur
- 1671: Molières Komödie Les Fourberies de Scapin (Scapins Streiche) wird im Palais Royal in Paris uraufgeführt. Das Stück beruht teilweise auf Phormio des lateinischen Komödiendichters Terenz und schöpft zudem zahlreiche Anregungen aus der italienischen Commedia dell’arte.

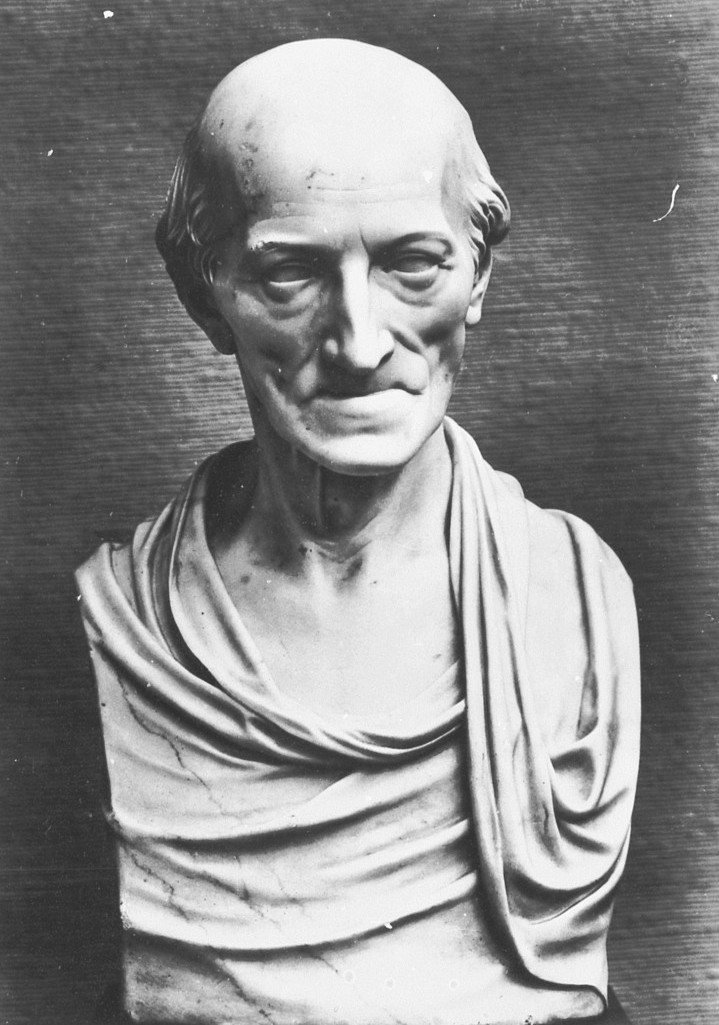
1791: Carl Friedrich Christian Fasch

- 1791: Die Sing-Akademie zu Berlin, die weltweit erste gemischte Chorgemeinschaft, wird gegründet. Direktor Carl Friedrich Christian Fasch, Hofcembalist Friedrichs des Großen, beginnt an diesem Tag zum ersten Mal ein Probentagebuch zu führen. Der Chor hat zu diesem Zeitpunkt 28 Mitglieder.
- 1851: An der Bulgarischen Schule Kyrill und Method in Plowdiw im damaligen Osmanischen Reich werden während der Bulgarischen Wiedergeburt die Slawenapostel und Patrone Europas Kyrill und Method zum ersten Mal durch eine Feier geehrt.
- 1899: Die Märchenoper Cendrillon von Jules Massenet mit dem Libretto von Henri Cain nach dem Märchen Cendrillon ou la Petite Pantoufle de verre (Aschenputtel oder der kleine Glasschuh) von Charles Perrault hat mit großem Erfolg ihre Uraufführung an der Opéra-Comique in Paris. Sie wird innerhalb der nächsten zehn Jahre auf drei Kontinenten gespielt.
- 1918: Herzog Blaubarts Burg, Béla Bartóks einzige Oper, wird am Königlichen Opernhaus in Budapest uraufgeführt. Das Libretto von Béla Balázs basiert auf dem Märchen Blaubart.
- 1933: Die Uraufführung des musikalischen Lustspiels Bezauberndes Fräulein von Ralph Benatzky erfolgt am Deutschen Volkstheater in Wien. Vorlage dazu ist der französische Schwank La petite Chocolatière von Paul Gavaults.

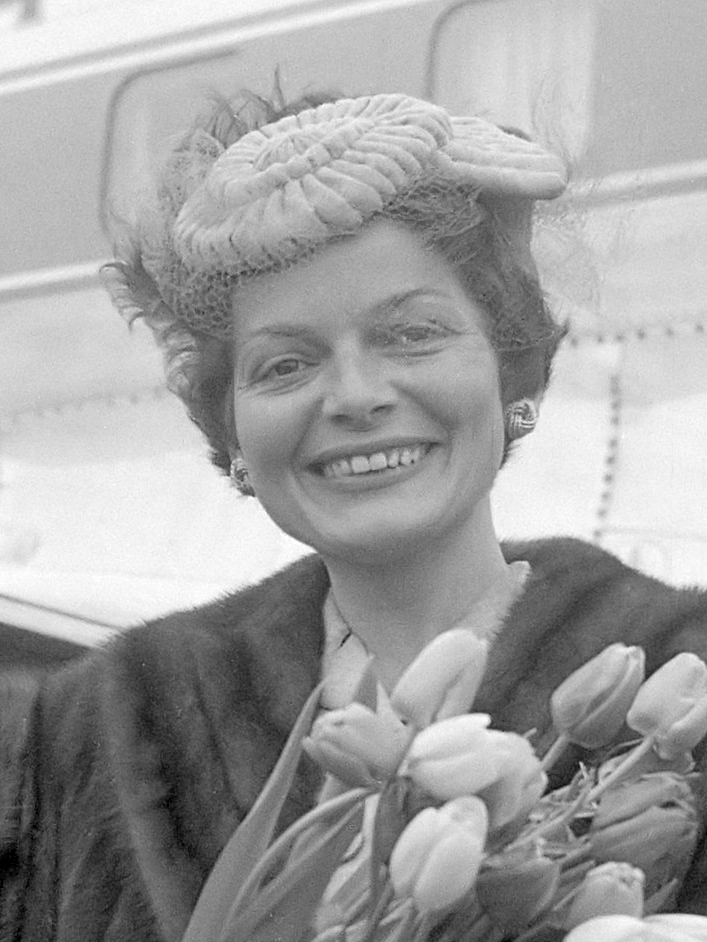
1956: Lys Assia

- 1956: In Lugano findet die erste Ausgabe des Eurovision Song Contest unter dem Titel Gran Premio Eurovisione della Canzone Europea statt. Die Abstimmung erfolgt geheim, nur das Siegerlied Refrain der Schweizerin Lys Assia wird bekanntgegeben.
- 1976: Bei einer von dem Weinkritiker Steven Spurrier organisierten Weinprobe setzen sich überraschend kalifornische Weine gegen französische Rot- und Weißweine durch. Das Urteil der „Weinjury von Paris“ sorgt für internationales Aufsehen.
- 2009: Michael Hanekes Spielfilm Das weiße Band – Eine deutsche Kindergeschichte gewinnt die Goldene Palme der 62. Filmfestspiele von Cannes.

### Gesellschaft

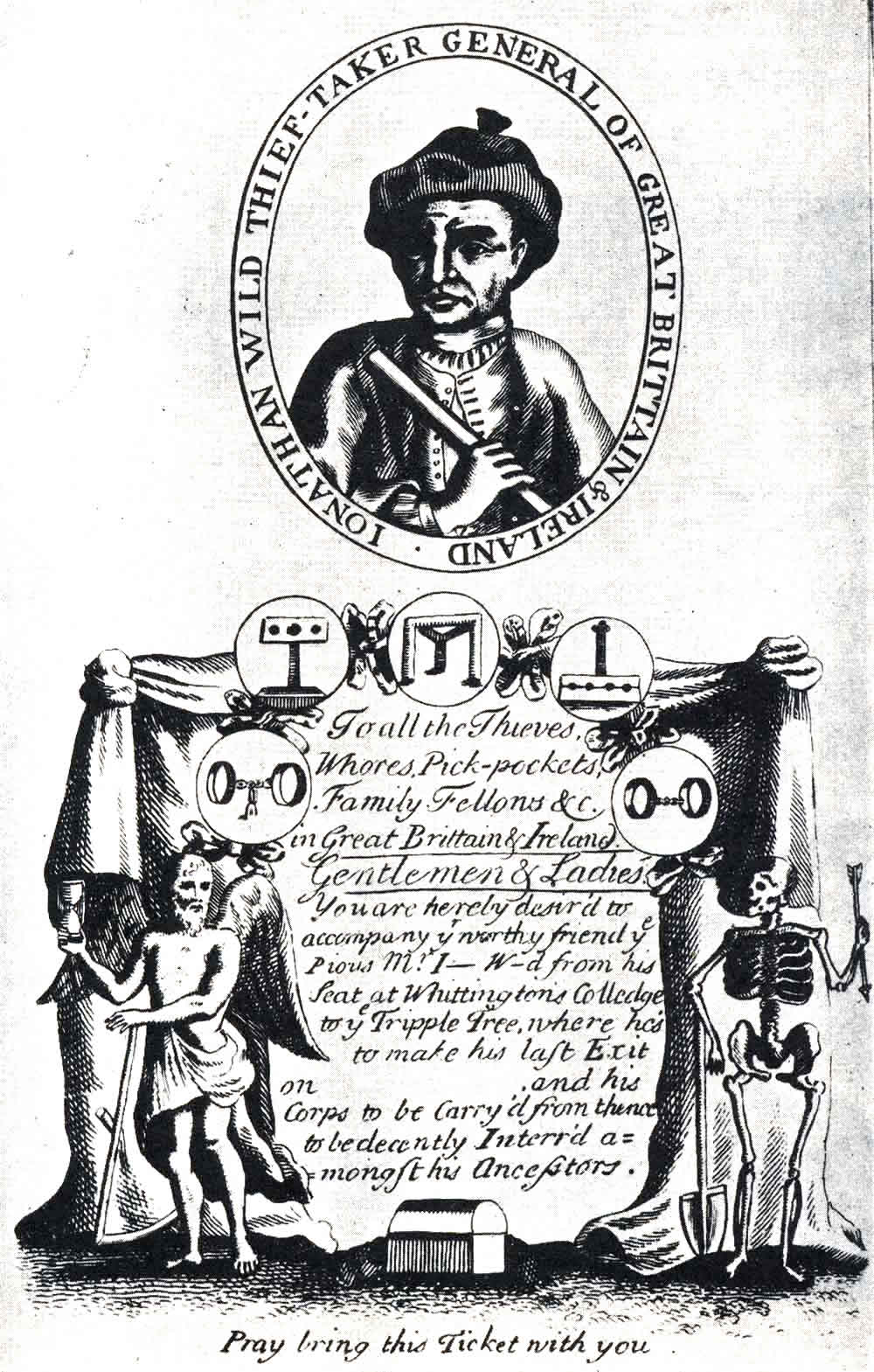
1725: Ticket zur Hinrichtung von Jonathan Wild

- 1725: In London wird der Dieb und Erpresser Jonathan Wild, der lange Zeit ein Doppelleben geführt hatte, am Galgen von Tyburn hingerichtet.

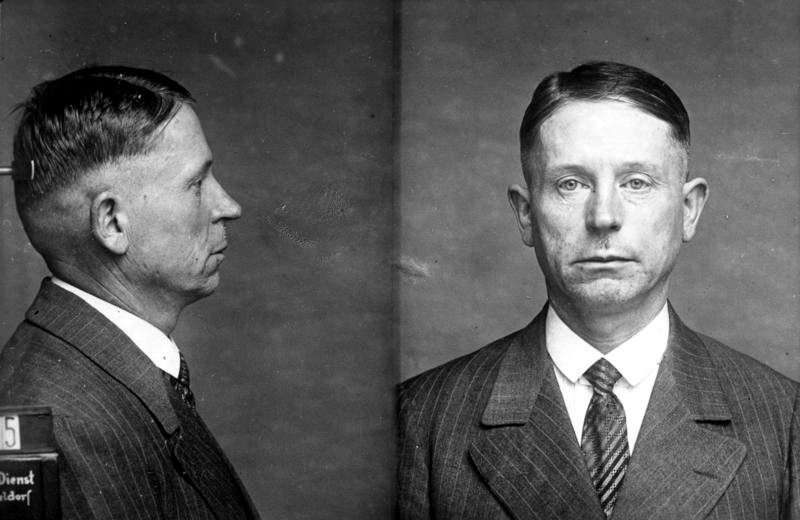
1930: Peter Kürten

- 1930: Die Düsseldorfer Polizei kann den später als „Vampir von Düsseldorf“ bekannten Serienmörder Peter Kürten festnehmen und damit eine monatelange Serie von Morden sexueller Natur in ihrem Gebiet aufklären.
- 1993: Auf dem Flughafen Guadalajara wird bei einer Schießerei der mexikanische Kardinal Juan Jesús Posadas Ocampo vermutlich im Auftrag von Drogenhändlern ermordet. Mit ihm sterben weitere sechs Menschen. Der Erzbischof von Guadalajara hatte sich mehrfach gegen die organisierte Kriminalität in seiner Region gewandt.
- 2019: In Japan tritt ein Gesetz in Kraft, das die Ainu offiziell als Ureinwohner Japans anerkennt und ihnen staatliche Förderung zusichert.

### Religion

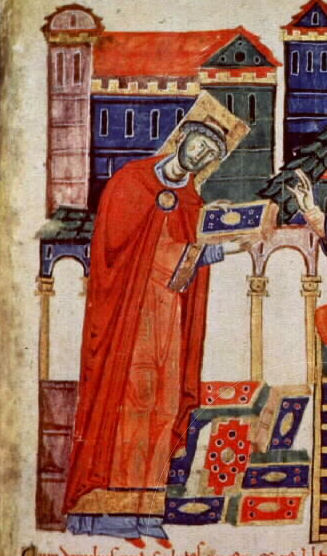
1086: Viktor III.

- 1086: Der Abt von Montecassino, Dauferius, wird gegen seinen Willen zum Papst gewählt. Er entscheidet sich für den Namen Viktor III. Bereits vier Tage später muss er vor Gegenpapst Clemens III. und seinen Anhängern aus Rom fliehen.
- 1141: Das einen Tag dauernde Konzil von Sens beginnt mit einer Abendmesse im Dom von Sens. Bernhard von Clairvaux klagt in dieser Zusammenkunft von Kirchenvertretern Petrus Abaelardus der Häresie an.
- 1689: Das englische Parlament beschließt die Toleranzakte. Darin wird Nonkonformisten eingeschränkte Religionsfreiheit gewährt.

1738: John Wesley

- 1738: Der Engländer John Wesley erfährt bei einer Lesung von Luthers Einführung zum Römerbrief des Apostels Paulus ein Bekehrungserlebnis. In der Folge wandelt er sich zum Erweckungsprediger und gründet gemeinsam mit seinem Bruder Charles und George Whitefield die methodistische Bewegung.
- 1953: Papst Pius XII. würdigt in der Enzyklika Doctor mellifluus den Kirchenlehrer Bernhard von Clairvaux aus Anlass der 800. Wiederkehr seines Todestags.

### Katastrophen
- 1964: Als der Schiedsrichter kurz vor Spielende im Nationalstadion von Lima ein Tor der Fußballelf Perus im Olympiaqualifikationsspiel gegen Argentinien nicht anerkennt, kommt es zu Tumulten. Das Abfeuern von Tränengas seitens der Polizei auf die Fußballfans lässt tausende Zuschauer flüchten, doch sind die Ausgänge noch geschlossen. Bei der anschließenden Massenpanik sterben 328 Menschen, etwa 500 werden verletzt.

Kleinere Unglücksfälle sind in den Unterartikeln von Katastrophe und in der Liste von Katastrophen aufgeführt.

### Natur und Umwelt
- 1909: In Schweden werden die ersten neun Nationalparks Europas ausgewiesen: Abisko, Ängso, Garphyttan, Gotska Sandön, Hamra, Pieljekaise, Sarek, Sonfjället und Stora Sjöfallet/Stuor Muorkke[2].

### Sport
Einträge von Leichtathletik-Weltrekorden befinden sich unter der jeweiligen Disziplin unter Leichtathletik.

## Geboren

### Vor dem 18. Jahrhundert
- 0015 v. Chr.: Germanicus, römischer Feldherr
- 1494: Jacopo da Pontormo, italienischer Maler des Manierismus

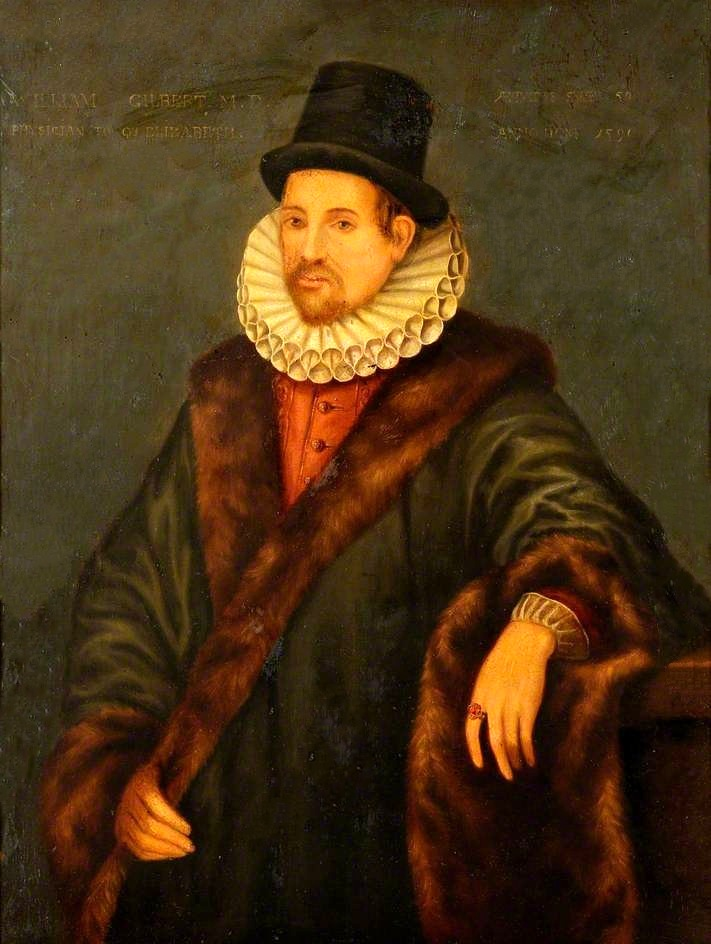
William Gilbert (* 1544)

- 1544: William Gilbert, englischer Arzt und Naturforscher
- 1592: Pieter Snayers, flämischer Maler
- 1625: Johann Ludwig, Graf von Nassau-Ottweiler
- 1639: Olof Bromelius, schwedischer Botaniker und Arzt
- 1639: Friedrich von Dönhoff, kurbrandenburgisch-preußischer Generalleutnant
- 1648: Albrecht, Herzog von Sachsen-Coburg
- 1677: Christian Ludwig von Brandenburg-Schwedt, preußischer Offizier, Administrator von Halberstadt, Empfänger von Bachs Brandenburgischen Konzerten
- 1679: Adam Friedrich Pezoldt, deutscher Chemiker und Mediziner
- 1686: Daniel Gabriel Fahrenheit, deutscher Physiker
- 1687: Johann Gottfried Borlach, Kurfürstlich-Sächsischer Bergrat
- 1693: Georg Raphael Donner, österreichischer Bildhauer

### 18. Jahrhundert
- 1702: Joseph Friedrich Ernst, Fürst von Hohenzollern-Sigmaringen
- 1711: Peter Karl Christoph von Keith, Leibpage des Kronprinzen Friedrich
- 1713: Joseph Maria von Thun und Hohenstein, Bischof von Gurk und Fürstbischof von Passau
- 1716: Johann Matthias von Bernuth, deutscher Beamter
- 1716: Konstantin, Landgraf von Hessen-Rotenburg
- 1721: Ferdinand Sterzinger österreichischer katholischer Theologe und Kirchenrechtler
- 1723: Peter Ascanius, norwegischer Zoologe und Mineraloge
- 1723: Antonio Caballero y Góngora, spanischer Priester und Kolonialverwalter, Erzbischof von Bogotá, Vizekönig von Neugranada
- 1725: Jonathan Wild, englischer Krimineller
- 1728: Jean-Baptiste Pillement, französischer Maler und Graphiker
- 1734: Conrad Nahmmacher, deutscher evangelischer Theologe und Pädagoge
- 1740: Edmund Angerer, österreichischer Benediktinerpater und Kirchenmusiker

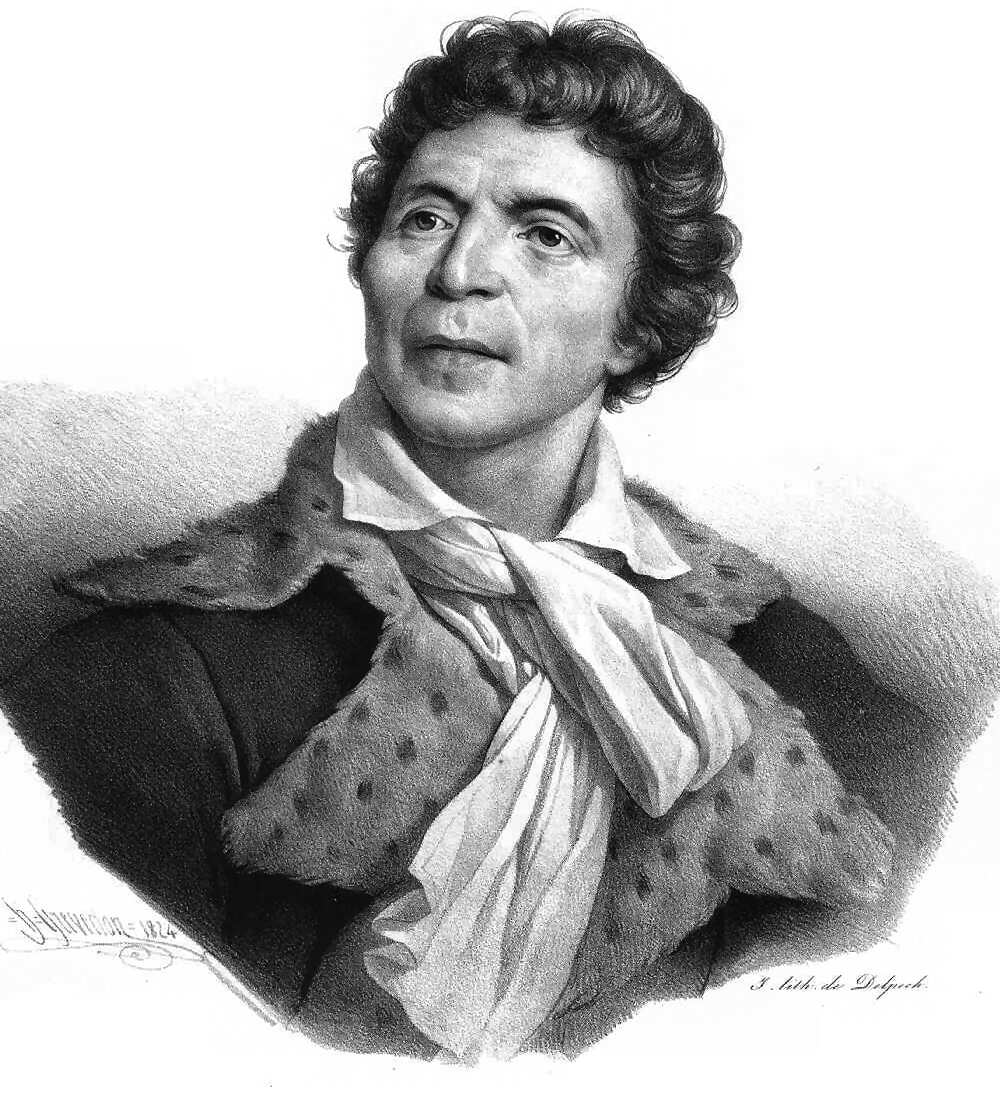
Jean Paul Marat (* 1743)

- 1743: Jean Paul Marat, schweizerisch-französischer Arzt, Naturwissenschaftler und Journalist
- 1751: Karl Emanuel IV., König von Sardinien-Piemont
- 1754: Giacomo Conti, italienischer Violinist und Komponist
- 1759: Wilhelm Friedrich Ernst Bach, deutscher Komponist
- 1763: Robert Adair, englischer Diplomat
- 1763: Pierre-Gaspard Chaumette, französischer Revolutionär
- 1767: Ferdinand Fränzl, deutscher Geiger, Komponist und Musikdirektor
- 1767: Joseph Ignaz Schnabel, deutscher Komponist und Domkapellmeister zu Breslau
- 1770: Luise Friederike von Preußen, preußische Prinzessin
- 1773: Christian Ludwig Hartmann von Landwüst, preußischer und stolberg-wernigerödischer Beamter
- 1777: Ignaz Reinold, mährischer Orgelbauer
- 1781: Louis François Dauprat, französischer Hornist, Komponist und Professor
- 1781: Christian Wilhelm August Königsdörffer, deutscher Beamter
- 1796: Jakob Friedrich Kammerer, Erfinder im Bereich der Streichhölzer
- 1797: Richard van Rees, niederländischer Mathematiker und Physiker

### 19. Jahrhundert

#### 1801–1850
- 1803: Charles Lucien Jules Laurent Bonaparte, italienischer Ornithologe, Zoologe und Politiker
- 1804: Joseph Anton Dollmayr, deutscher Professor
- 1804: Abraham Oppenheim, deutscher Bankier und Mäzen
- 1805: Pierre Adolphe Lesson, französischer Arzt, Anthropologe und Naturforscher
- 1810: Abraham Geiger, Frankfurter Angehöriger der jüdischen Reformbewegung
- 1816: Emanuel Leutze, US-amerikanisch-deutscher Maler
- 1816: Henry Ritter, deutsch-kanadischer Maler der Düsseldorfer Schule
- 1818: Agnes Kayser-Langerhannß, deutsche Schriftstellerin

- 1819: Victoria, britische Königin

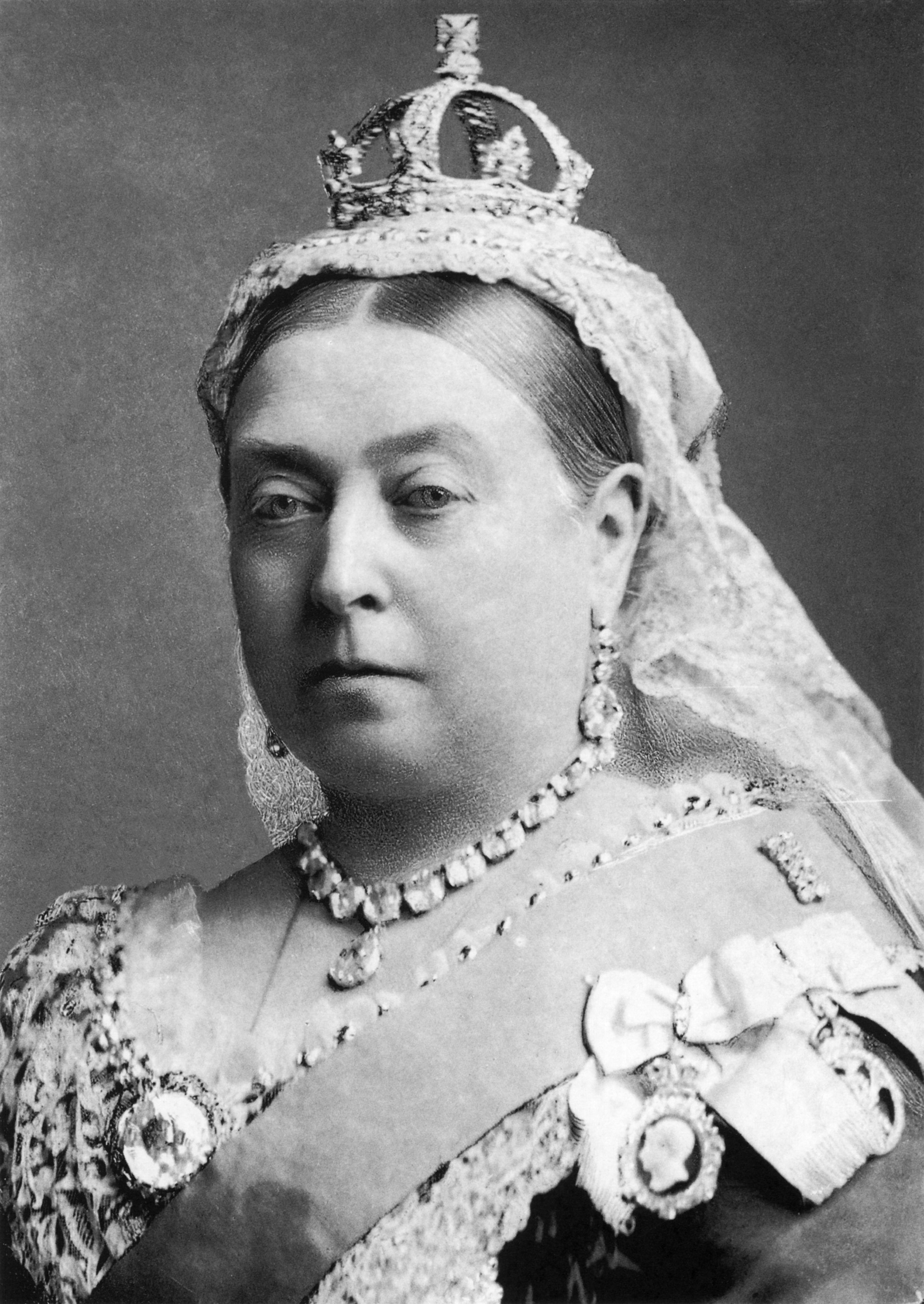
Königin Victoria (* 1819)

- 1820: Carl Ferdinand Appun, deutscher Naturforscher und Reisender
- 1821: Juan Bautista Topete, spanischer Admiral und Politiker
- 1823: Johann Kravogl, Südtiroler Mechaniker und Büchsenmacher, Erfinder des Elektromotors
- 1824: August Sohlman, schwedischer Publizist
- 1826ː Marie Goegg-Pouchoulin, erste Frauenrechtlerin der Schweiz
- 1832: Fulvio Fulgonio, italienischer Schriftsteller und Librettist
- 1835: Amédée Girod, Schweizer Jurist und Politiker
- 1838: Sigismund von Zedlitz und Neukirch, deutscher Jagdkynologe und Jagdschriftsteller (Hegewald)

#### 1851–1900

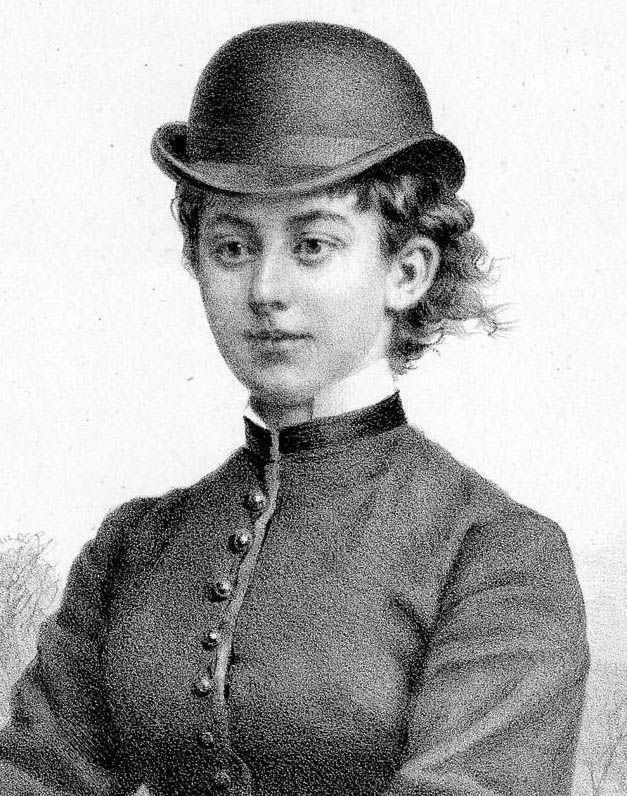
Lady Florence Dixie (* 1855)

- 1855: Florence Dixie, britische Reisende und Schriftstellerin
- 1855: Franz Carl Weber, Schweizer Unternehmer
- 1860: Walter Kern, deutscher Architekt und Regierungsbaumeister
- 1860: Karl Moltrecht, deutsch-baltischer Propst und evangelischer Märtyrer
- 1863: George Grey Barnard, US-amerikanischer Bildhauer
- 1868ː Fia Wille, deutsche Innenarchitektin

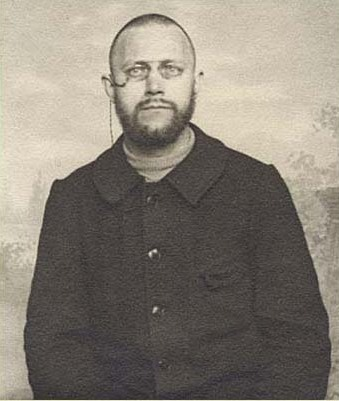
Ivan Aguéli (* 1869)

- 1869: Ivan Aguéli, schwedisch Maler und Autor
- 1870: Alice Seeley Harris, britische Missionarin und Fotografin
- 1870: Ynes Mexia, mexikanisch-US-amerikanische Botanikerin und Forschungsreisende
- 1870: Jan Christiaan Smuts, burischer südafrikanischer General und Politiker
- 1872: Joseph Ferdinand von Österreich-Toskana, österreichischer General und Ballonfahrer, Thronprätendent der Toskana
- 1872: Margarete Michaelson, deutsche Schriftstellerin
- 1876: Maurilio Fossati, italienischer Geistlicher, Erzbischof von Turin, Kardinal
- 1876ː Hilda Nilsson, schwedische Serienmörderin
- 1878: José Dolores Alfonseca, dominikanischer Politiker

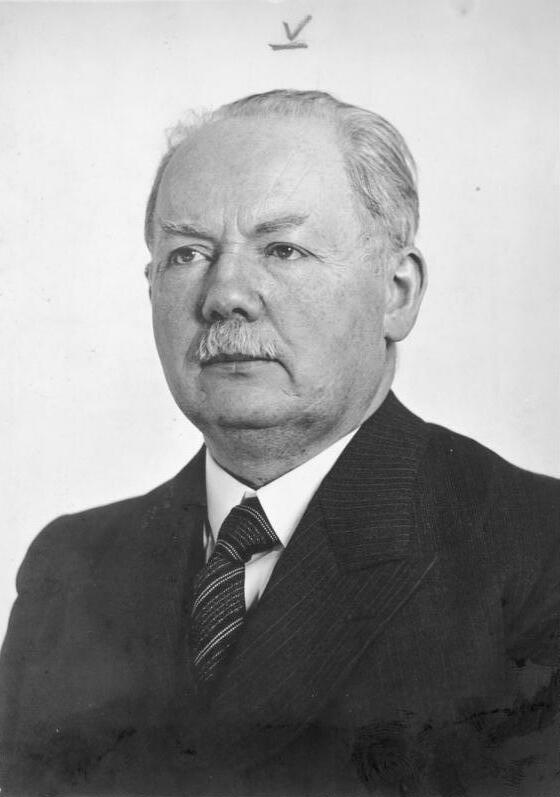
Otto Reche (* 1879)

- 1879: Otto Reche, deutscher Anthropologe
- 1881: August Konermann, deutscher Pfarrer und Publizist
- 1882: Heinz Hanus, österreichischer Regisseur
- 1882: James Oppenheim, US-amerikanischer Poet, Autor und Herausgeber
- 1885: Adam Abt, deutscher Klassischer Philologe
- 1886: Hans Adam, bayerischer Offizier
- 1886: Paul Paray, französischer Dirigent und Komponist
- 1886: Gustav H. Wolff, deutscher Bildhauer
- 1887: Hermann Aellen, Schweizer Schriftsteller und Journalist
- 1888: Melecio Arranz, philippinischer Politiker
- 1894: Hu Xiansu, chinesischer Botaniker
- 1895: Marcel Janco, rumänisch-jüdischer Maler und Graphiker
- 1898: José Maria Ferreira de Castro, portugiesischer Schriftsteller und Journalist
- 1899: Heinrich Fassbender, deutscher Politiker, MdL, MdB
- 1899: Charlotte Houtermans, deutsche Physikerin
- 1899: Suzanne Lenglen, französische Tennisspielerin
- 1899: Henri Michaux, französischsprachiger Dichter und Maler
- 1899: Pierre Rey, französischer Automobilrennfahrer
- 1900: Eduardo De Filippo, italienischer Theaterschauspieler und -autor
- 1900: Eva Hermann, deutsche Gerechte unter den Völkern

### 20. Jahrhundert

#### 1901–1925
- 1901: Arvid Harnack, deutscher Jurist, Nationalökonom und Widerstandskämpfer
- 1902: Susano Polanco, dominikanischer Tenor
- 1903: Hans Joachim Fuchs, deutscher Unternehmer
- 1904: Sefton Delmer, britischer Journalist
- 1905: Michail Alexandrowitsch Scholochow, russisch-sowjetischer Schriftsteller, Nobelpreisträger
- 1907: Georg von Kaufmann, deutscher Skilangläufer und Bergsteiger
- 1907: Alejandro Tobar, kolumbianischer Komponist und Violinist
- 1908: Emil Friedman, tschechischer Musikpädagoge, Geiger und Dirigent
- 1909: Demetrio Aguilera Malta, ecuadorianischer Schriftsteller, Maler und Diplomat
- 1909: Louis Fürnberg, deutschsprachiger Schriftsteller, Dichter und Komponist
- 1910: Nils-Eric Fougstedt, finnischer Komponist und Dirigent
- 1910: August Landmesser, deutscher Arbeiter und NS-Opfer
- 1910: Marģeris Zariņš, lettischer Komponist und Schriftsteller
- 1911: Heinz Cramer, deutscher Stabsoffizier und Moderner Fünfkämpfer
- 1911: Lotte Rausch, deutsche Schauspielerin
- 1911: Ne Win, birmanischer Politiker
- 1912: Alfred Andriola, US-amerikanischer Comiczeichner
- 1912: Joseph Anthony, US-amerikanischer Schauspieler, Regisseur und Tänzer
- 1913: Roland Kohlsaat, deutscher Comic-Zeichner und Autor

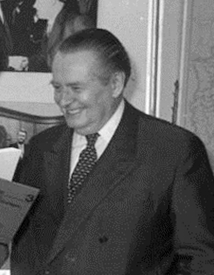
Willi Daume (* 1913)

- 1913: Willi Daume, deutscher Sportfunktionär, NOK-Präsident und Vizepräsident des IOC
- 1914: Herbert L. Anderson, US-amerikanischer Kernphysiker
- 1914: Wend von Kalnein, deutscher Kunsthistoriker und Schriftsteller
- 1914: George Tabori, britischer Dramatiker, Regisseur, Drehbuchautor und Schauspieler ungarischer Herkunft

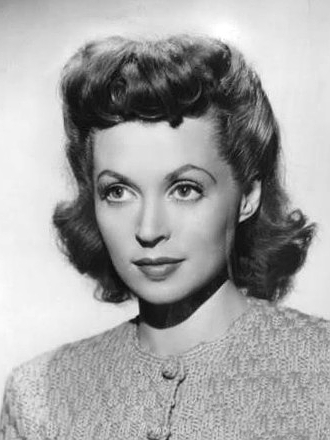
Lilli Palmer (* 1914)

- 1914: Lilli Palmer, deutsche Schauspielerin
- 1917ː Florence Knoll, US-amerikanische Innenarchitektin und Designerin
- 1917: Ross Thatcher, kanadischer Politiker

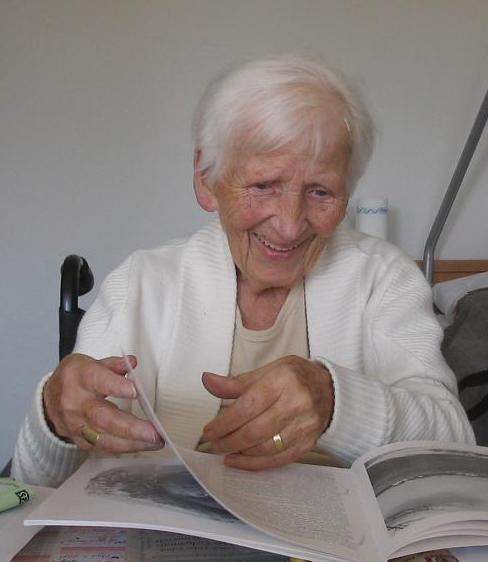
Katharina Szelinski-Singer (* 1918)

- 1918: Katharina Szelinski-Singer, deutsche Bildhauerin
- 1919: Gottfried Leonhardt, deutscher Grafiker und Illustrator
- 1920: John Bertram Adams, britischer Physiker
- 1920: Friedrich Karl Klausing, deutscher Widerstandskämpfer des 20. Juli 1944

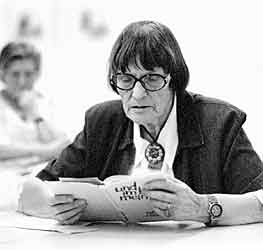
Annemarie Bostroem (* 1922)

- 1922: Annemarie Bostroem, deutsche Dichterin
- 1922: Bekku Sadao, japanischer Komponist
- 1923: Knut Ahnlund, schwedischer Literaturhistoriker und Autor
- 1923: Ivano Blason, italienischer Fußballspieler
- 1925: Gladys Afamado, uruguayische Künstlerin und Schriftstellerin
- 1925: Carlo Annovazzi, italienischer Fußballspieler
- 1925ː Betty O’Hara, US-amerikanische Jazzmusikerin
- 1925: Robert Saar, deutscher Komponist, Pianist und Organist
- 1925ː Mai Zetterling, schwedische Filmschauspielerin

#### 1926–1950
- 1927: Claude Abbes, französischer Fußballspieler
- 1928: Adrian Frutiger, Schweizer Typograph
- 1928: Hans Glöckel, deutscher Schulpädagoge und Hochschullehrer
- 1928: William Trevor, irischer Schriftsteller
- 1929: Jaroslav Bogdálek, tschechoslowakischer Skirennläufer und Eishockeyspieler
- 1929: Helmut Fath, deutscher Motorradrennfahrer und -konstrukteur
- 1930ː Hanne Kjærholm, dänische Architektin, erste Professorin an der Königlich Dänischen Kunstakademie
- 1930: Hans-Martin Linde, deutscher Musiker

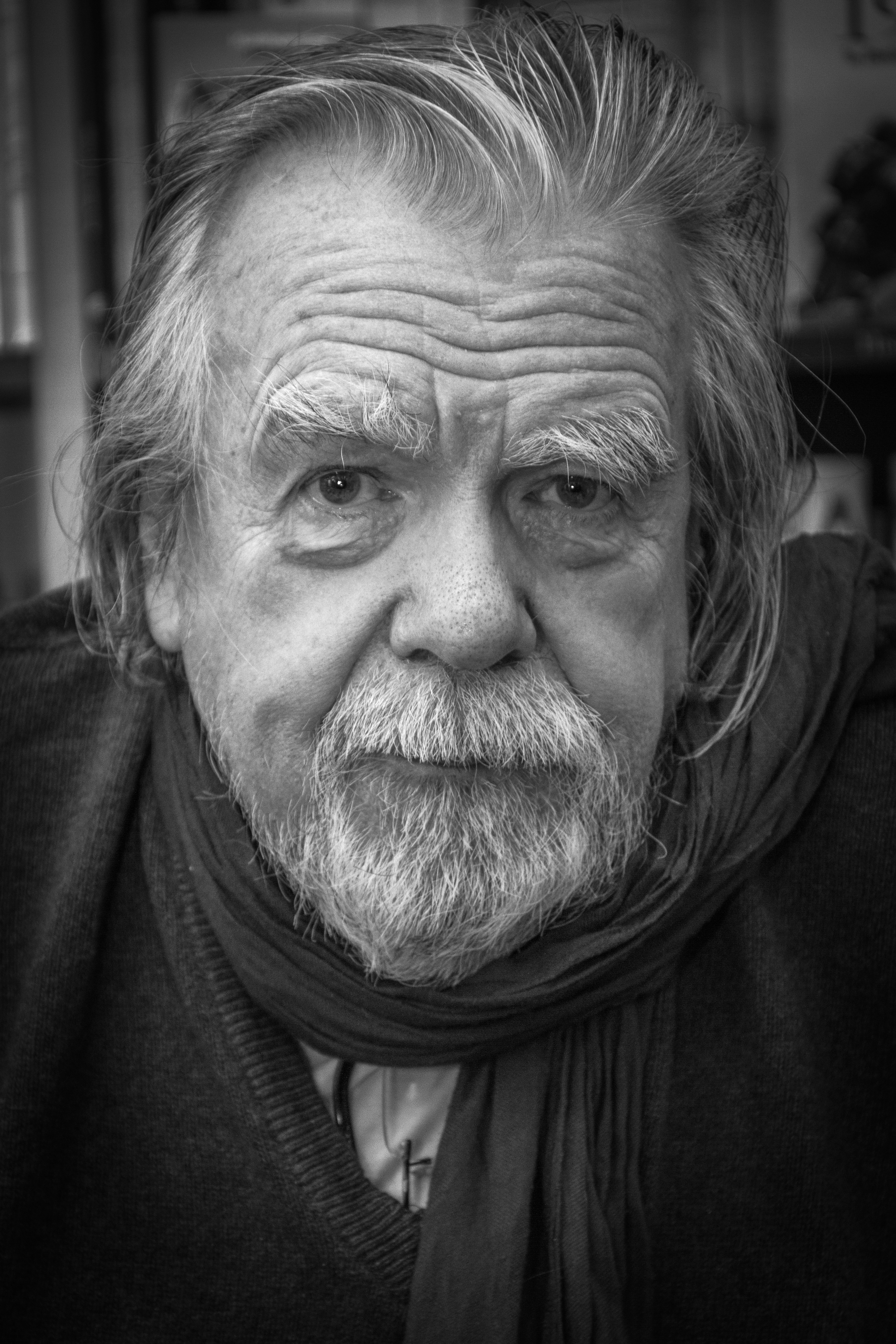
Michael Lonsdale (* 1931)

- 1931: Michael Lonsdale, französischer Schauspieler
- 1932: Arnold Wesker, britischer Schriftsteller
- 1934: Edward Robert Adams, südafrikanischer Altbischof von Oudtshoorn
- 1934: Nils Diederich, deutscher Politiker, MdB
- 1934: Nina Nikolajewna Uralzewa, russische Mathematikerin
- 1936: Werner von Moltke, deutscher Leichtathlet
- 1936: János Tamás, ungarisch-schweizerischer Komponist, Dirigent und Pädagoge
- 1937: Charly Antolini, Schweizer Jazz-Schlagzeuger
- 1937: Maryvonne Dupureur, französische Leichtathletin
- 1937: Bernhard Hänsel, deutscher Archäologe
- 1937: Gabriele Schwarz-Eckart, deutsches Mädchen jüdischer Herkunft, Opfer des Holocaust
- 1937: Archie Shepp, US-amerikanischer Musiker
- 1938: Tommy Chong, kanadischer Schauspieler und Musiker
- 1938: Prince Buster, jamaikanischer Musiker und Songschreiber
- 1939: Helga Piur, deutsche Schauspielerin
- 1940: Joseph Brodsky, russisch-US-amerikanischer Dichter, Nobelpreisträger

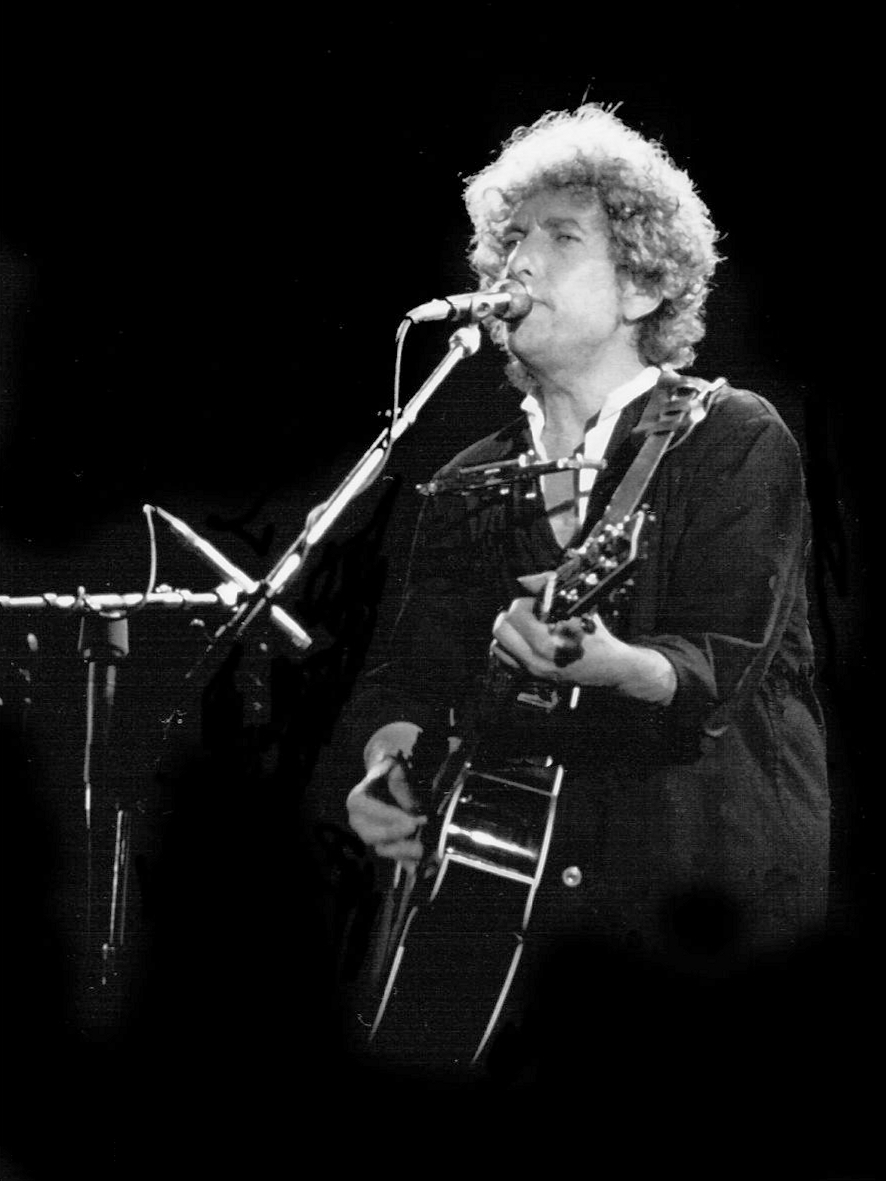
Bob Dylan (* 1941)

- 1941: Bob Dylan, US-amerikanischer Folk- und Rockmusiker, Nobelpreisträger
- 1942: Hannu Mikkola, finnischer Rallyefahrer
- 1943: Héctor Rubén Aguer, argentinischer Erzbischof
- 1943: Svend Auken, dänischer Politiker
- 1943: Gerd Gies, deutscher Politiker
- 1943: Klaus Stoll, deutscher Kontrabassist und Hochschullehrer
- 1944: Patti LaBelle, US-amerikanische Sängerin
- 1944: Peter Teicher, deutscher Wasserballspieler
- 1945: Bärbel Bohley, deutsche Malerin und Bürgerrechtlerin
- 1945: Driss Jettou, marokkanischer Politiker, Premierminister

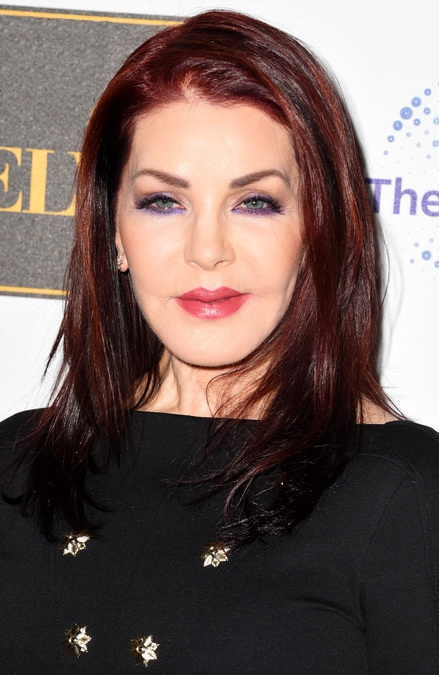
Priscilla Presley (* 1945)

- 1945: Priscilla Presley, US-amerikanische Schauspielerin, Ehefrau von Elvis Presley
- 1946: Dieter Durst, deutscher Radsportler und Schrittmacher
- 1946: Heinz Gerhäuser, deutscher Elektroingenieur und Erfinder des MP3-Formats
- 1946: Thomas Nordahl, schwedischer Fußballspieler und -trainer
- 1946: Irena Szewińska, polnische Leichtathletin, Olympiasiegerin
- 1947: Sybil Danning, österreichische Schauspielerin
- 1947: Martin Winterkorn, deutscher Manager, Vorstandsvorsitzender der Volkswagen AG
- 1948: Lorna Crozier, kanadische Schriftstellerin, Dichterin und Hochschullehrerin
- 1948: Anna Ehrner, schwedische Glas- und Produktdesignerin
- 1949: Jim Broadbent, britischer Schauspieler
- 1950: Traute Hoess, deutsche Schauspielerin

#### 1951–1975
- 1951: Kent-Erik Andersson, schwedischer Eishockeyspieler
- 1951: Jean-Pierre Bacri, französischer Schauspieler und Drehbuchautor
- 1952: Ranieri Randaccio, italienischer Automobilrennfahrer
- 1953: Allan Gordon Bell, kanadischer Komponist

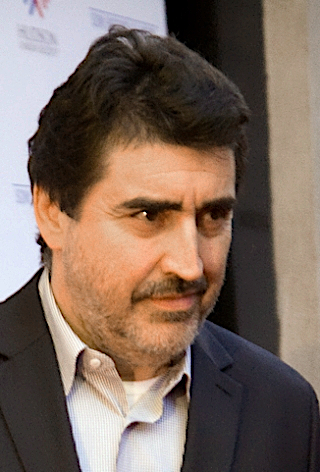
Alfred Molina (* 1953)

- 1953: Alfred Molina, britischer Schauspieler
- 1954: Robert Beaser, US-amerikanischer Komponist, Dirigent und Musikpädagoge
- 1954: Rainald Goetz, deutscher Schriftsteller
- 1955: Rosanne Cash, US-amerikanische Country-Sängerin
- 1955: Matthias Kleiner, deutscher Wissenschaftler, DFG-Präsident
- 1956: Sean Kelly, irischer Radrennfahrer
- 1957: Angelika Beer, deutsche Politikerin
- 1957: Walter Moers, deutscher Comic-Zeichner (Kleines Arschloch)
- 1958: Andreas Schlüter, deutscher Schriftsteller
- 1958: Rodney Sharman, kanadischer Komponist, Flötist und Musikpädagoge
- 1959: Monika Hauser, Gynäkologin, Gründerin der Frauenrechtsorganisation medica mondiale
- 1959: Eren Keskin, türkische Anwältin und Menschenrechtlerin
- 1959: Franz Rieger, deutscher Politiker
- 1960: Guy Fletcher, englischer Musiker

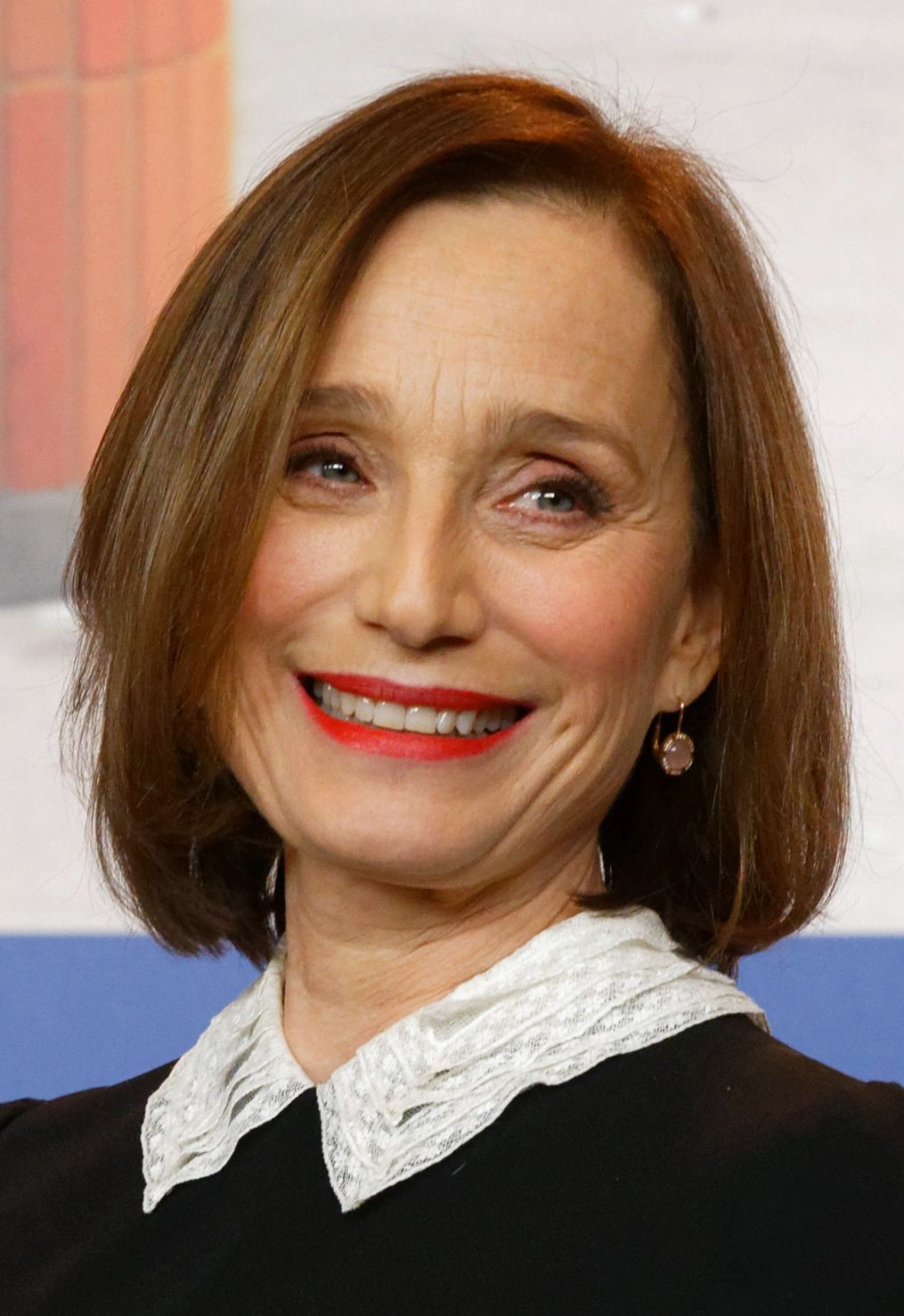
Kristin Scott Thomas (* 1960)

- 1960: Kristin Scott Thomas, britische Schauspielerin
- 1961: Abdulla Aripov, usbekischer Politiker
- 1961: Elke Diepenbeck, deutsche Sängerin, Komponistin und Schauspielerin
- 1961: Friedrich Küppersbusch, deutscher Journalist und Fernsehproduzent
- 1961: Alain Lemieux, kanadischer Eishockeyspieler und -trainer
- 1961: Jarmo Savolainen, finnischer Jazzpianist und -komponist
- 1961: Gunther Tietz, deutscher Schriftsteller. Lyriker und Herausgeber
- 1961: Till Velten, deutscher Künstler
- 1962: Massimo Mauro, italienischer Fußballspieler und Politiker
- 1962: Charles Rettinghaus, deutscher Schauspieler und Sprecher
- 1963: Ivan Capelli, italienischer Automobilrennfahrer
- 1964: Rodolfo Camarosano Bersani, uruguayischer Diplomat
- 1964: Maxi Biewer, deutsche Schauspielerin und Moderatorin
- 1964: Christian Grünwald, deutscher Koch
- 1964: Monika Hess, Schweizer Skirennfahrerin
- 1964: Freda Huson, kanadische Umweltaktivistin und Oberhaupt des indigenen Volkes der Wet'suwet'en
- 1964: Markku Kanerva, finnischer Fußballspieler und -trainer
- 1964: Isidro Perez, mexikanischer Boxer
- 1964: Pat Verbeek, kanadischer Eishockeyspieler, -scout und -funktionär
- 1964: Friederike Wall, deutsche Wirtschaftswissenschaftlerin
- 1965: Jens Becker, deutscher Musiker
- 1965: Pascal Fuhlbrügge, deutscher Musiker
- 1965: John C. Reilly, US-amerikanischer Schauspieler

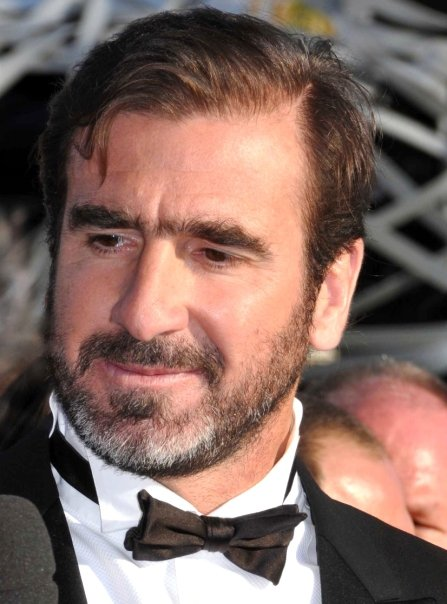
Éric Cantona (* 1966)

- 1966: Éric Cantona, französischer Fußballspieler und heutiger Schauspieler
- 1967: Dana Ashbrook, US-amerikanischer Schauspieler
- 1967: Andrei Fridrichowitsch Borodin, russischer Bankier
- 1967: Julia Bremermann, deutsche Schauspielerin
- 1968: Karsten Blumenthal, deutscher Fernsehmoderator
- 1969: Karin Bachmann, Schweizer Schriftstellerin
- 1969: Paolo Coloni, italienischer Automobilrennfahrer und Motorsportmanager
- 1969: Garett Maggart, US-amerikanischer Schauspieler
- 1970: Alexander Arpaschi, deutscher Politiker
- 1970: Caroline Ebner, deutsche Schauspielerin und Synchronsprecherin
- 1971: Ringan Ledwidge, britischer Regisseur
- 1972: Maia Sandu, Präsidentin der Republik Moldau

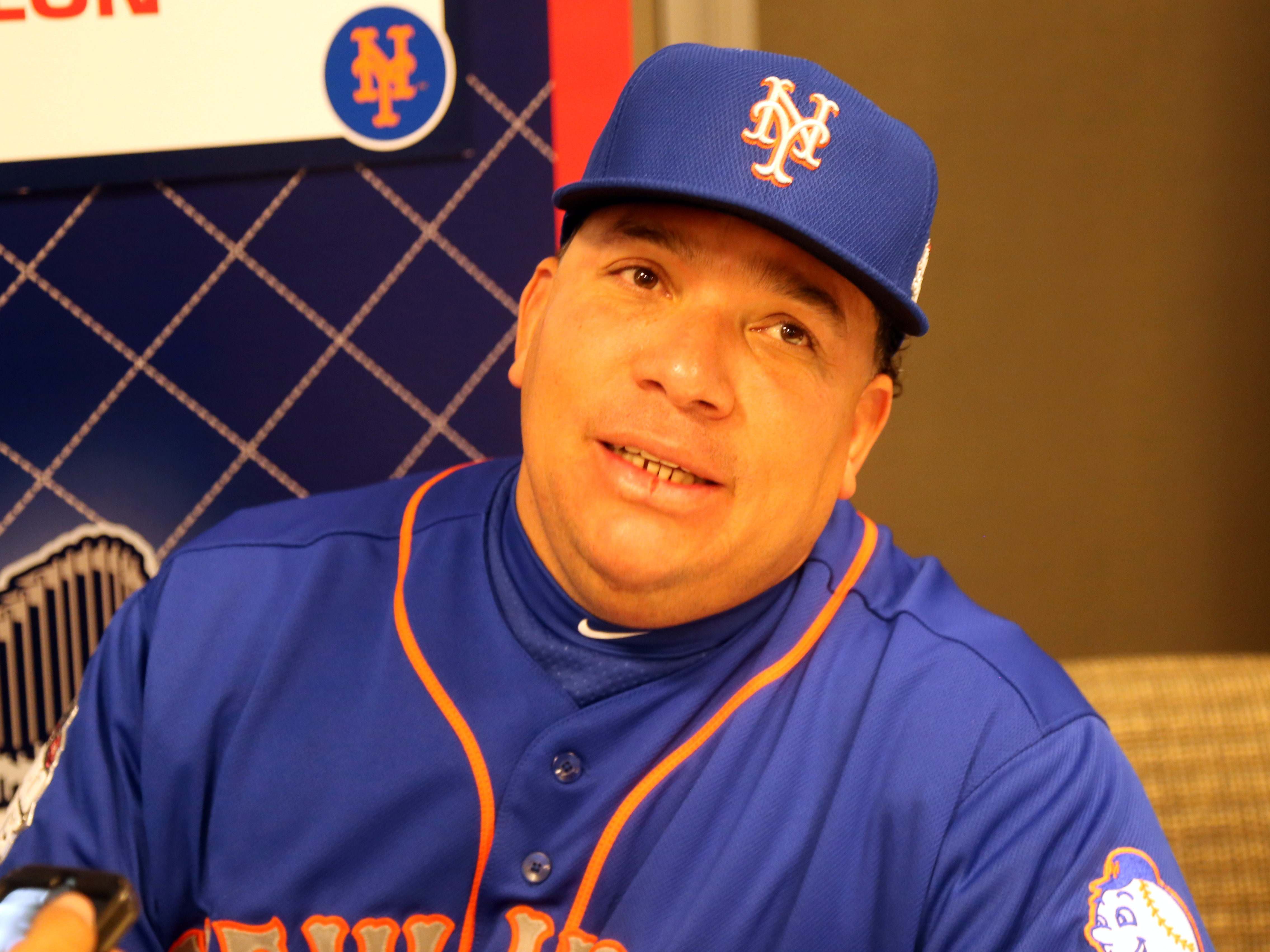
Bartolo Colón (* 1973)

- 1973: Bartolo Colón, dominikanischer Baseballspieler
- 1973: Jelena Wiktorowna Tregubowa, russische Journalistin
- 1973: Ruslana Lyschytschko, ukrainische Sängerin
- 1973: Jill Johnson, schwedische Sängerin
- 1974: Dan Houser, englischer Computerspiel-Produzent
- 1974: Carsten Mell, deutscher Illustrator und Comiczeichner
- 1975: Markus Baumeister, deutsch-schweizerischer Schauspieler
- 1975: Milena Dreißig, deutsche Schauspielerin
- 1975: Fabienne Hadorn, Schweizer Schauspielerin, Tänzerin und Sängerin
- 1975: David Krummenacker, US-amerikanischer Leichtathlet

#### 1976–2000
- 1977: Sasa Russadse, georgischer Filmschaffender

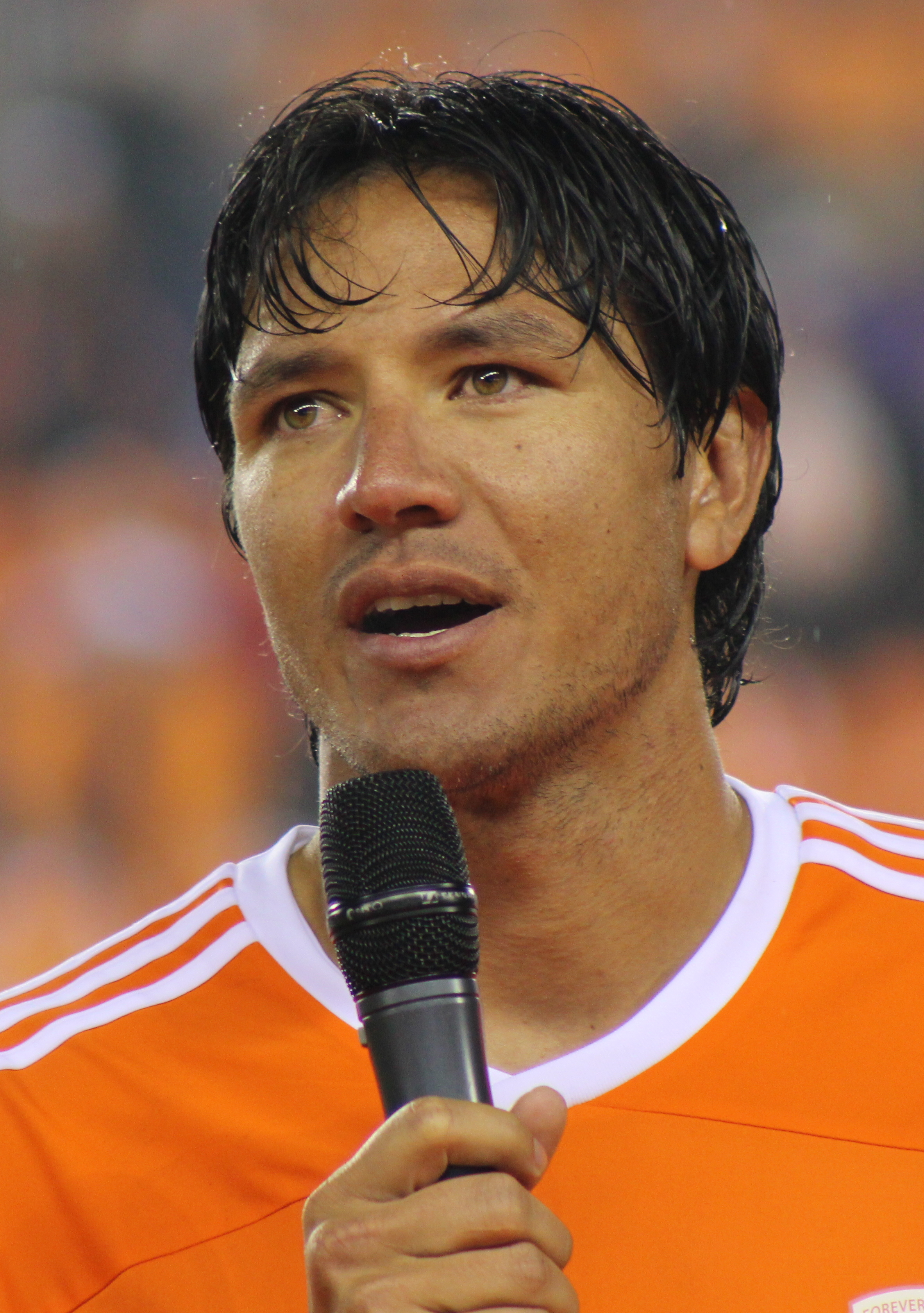
Brian Ching (* 1978)

- 1978: Brian Ching, US-amerikanischer Fußballspieler
- 1978: Rose, französische Sängerin
- 1978: Nicola Ventola, italienischer Fußballspieler
- 1979: Dalibor Doder, schwedischer Handballspieler
- 1979: Tracy McGrady, US-amerikanischer Basketballspieler
- 1979: Manuel Cortez, deutsch-portugiesischer Schauspieler, Fotograf, Stylist und Videoregisseur
- 1981: David Fray, französischer Pianist
- 1981: Thomas Vulivuli, fidschianischer Fußballspieler
- 1982: Issah Ahmed, ghanaischer Fußballspieler
- 1982: Lusapho April, südafrikanischer Marathonläufer
- 1982: DaMarcus Beasley, US-amerikanischer Fußballspieler
- 1982: Roberto Colautti, israelischer Fußballspieler
- 1982: Kim Frank, deutscher Sänger und Schauspieler
- 1982: Xavier Gil, andorranischer Fußballspieler

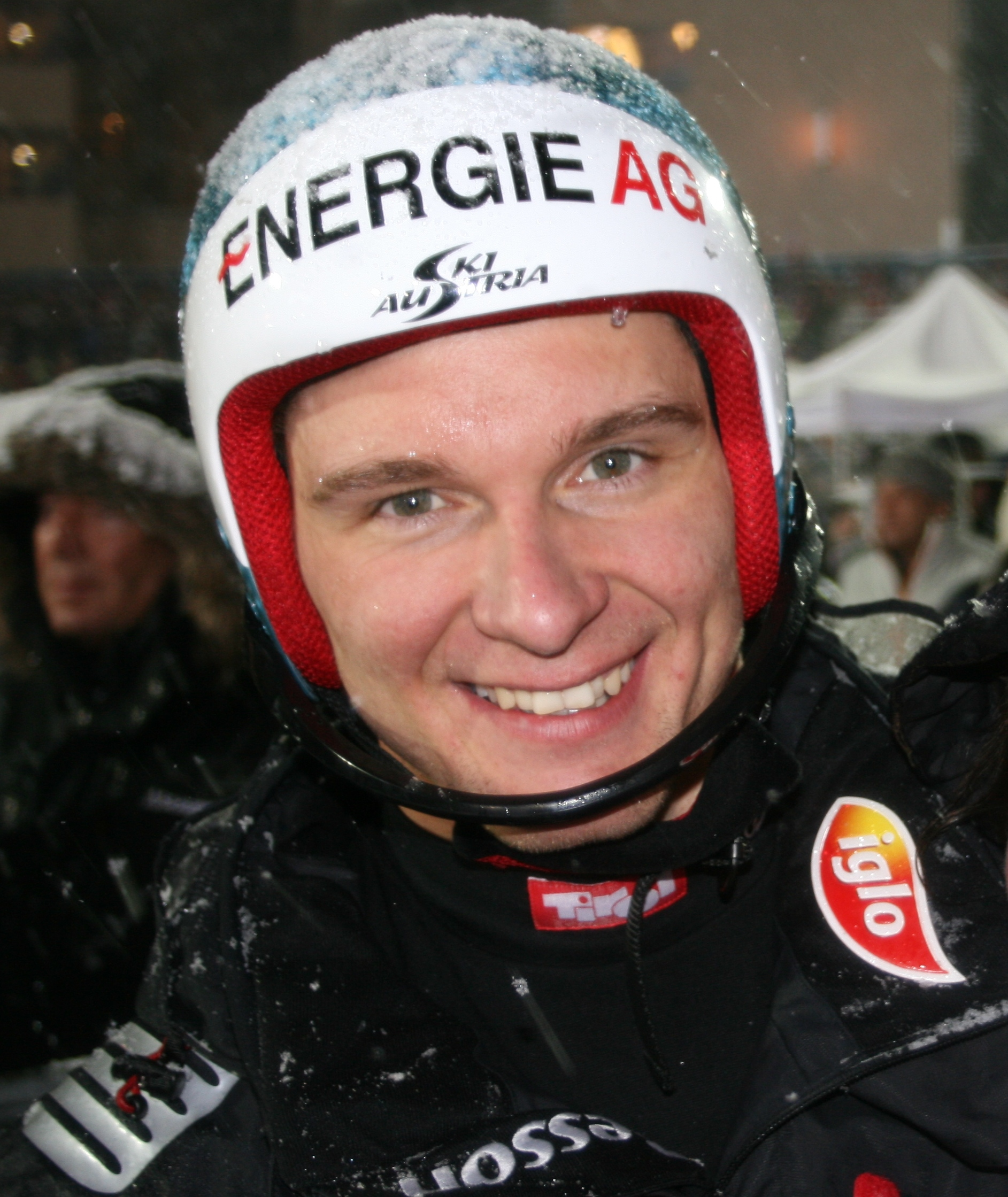
Alexander Koll (* 1982)

- 1982: Alexander Koll, österreichischer Skirennläufer
- 1983: Bastien Brière, französischer Mediziner und Automobilrennfahrer
- 1983: Stefano Costantini, italienischer Unternehmer und Automobilrennfahrer
- 1983: Custódio, portugiesischer Fußballspieler
- 1984: Tom Aggar, britischer Ruderer
- 1984: Lucien Aubey, kongolesisch-französischer Fußballspieler
- 1984: Vid Kavtičnik, slowenischer Handballspieler
- 1984: Bastian Bielendorfer, deutscher Comedian und Autor
- 1984: Zak DeOssie, US-amerikanischer American-Football-Spieler
- 1985: Cemre Atmaca, türkischer Fußballspieler
- 1985: Björgvin Páll Gústavsson, isländischer Handballspieler
- 1985: Angie Geschke, deutsche Handballspielerin
- 1986: Rakel Dögg Bragadóttir, isländische Handballspielerin und -trainerin
- 1986: Jenny Karolius, deutsche Handballspielerin

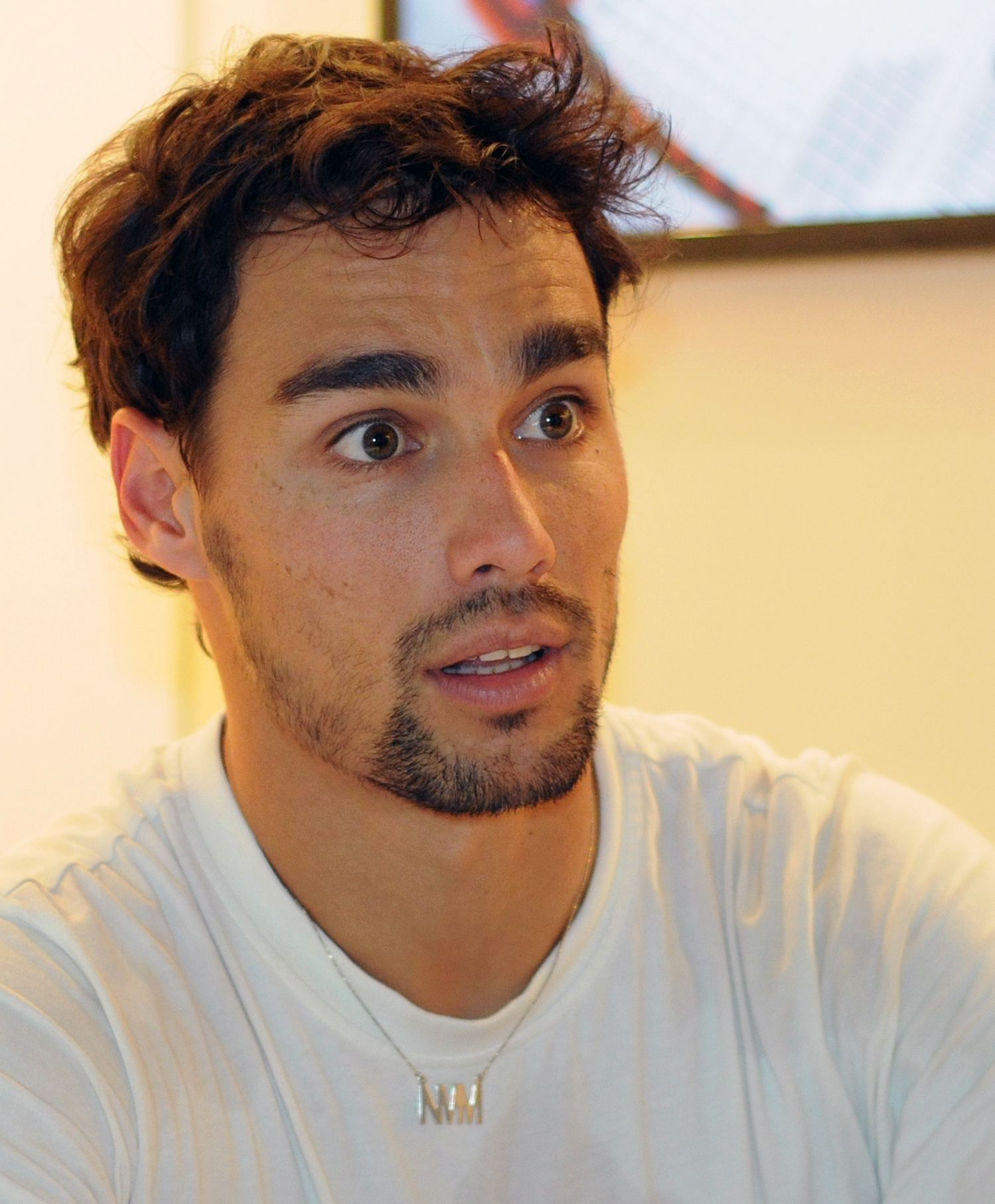
Fabio Fognini (* 1987)

- 1987: Fabio Fognini, italienischer Tennisspieler
- 1987: Déborah François, belgische Schauspielerin
- 1988: Artjom Alexejewitsch Anissimow, russischer Eishockeyspieler
- 1988: Tony Gallopin, französischer Radrennfahrer
- 1989: Fritz Meinecke, deutscher Webvideoproduzent, Abenteurer und Urban Explorer
- 1989: Christina „Tina“ Weirather, Liechtensteiner Skirennläuferin
- 1990: Christina Petersen, deutsche Schauspielerin
- 1990: Andreas Wolf, deutscher Handballspieler
- 1992: Pelle Jensen, deutscher Fußballspieler
- 1992: Richard Sundberg, finnischer Handballspieler
- 1994: Zaid Ashkanani, kuwaitischer Automobilrennfahrer
- 1994: Cayden Boyd, US-amerikanischer Schauspieler
- 1994: Rodrigo de Paul, argentinischer Fußballspieler
- 1994: Marc Koch, deutscher Leichtathlet
- 1994: Luis Zwick, deutscher Fußballspieler
- 1994: Anisa Rola, slowenische Fußballspielerin
- 1994: Milda Valčiukaitė, litauische Ruderin
- 1995: Dario Del Fabro, italienischer Fußballspieler
- 1997: Olivia Podmore, neuseeländische Bahnradsportlerin
- 2000: Leonard Fuchs, deutscher Filmregisseur, Drehbuchautor, Schauspieler und Filmproduzent

### 21. Jahrhundert
- 2001: Strahinja Pavlović, serbischer Fußballspieler
- 2001: Louis Poznański, deutsch-polnischer Fußballspieler
- 2007: Qiu Qiyuan, chinesische Turnerin

## Gestorben

### Vor dem 17. Jahrhundert
- 0189: Eleutherus, Bischof von Rom
- 1111: Nikolaus III. Grammatikos, Patriarch von Konstantinopel
- 1136: Hugo von Payns, französischer Gründer des Templerordens
- 1153: David I., König von Schottland
- 1201: Theobald III., Graf von Champagne
- 1212: Dagmar von Böhmen, Königin von Dänemark
- 1219: Meingoth, Abt des Zisterzienserklosters in Ebrach
- 1240: Skule Bårdsson, Jarl von Norwegen und letzter Gegenkönig
- 1273: Rudolf von Valpelline, Bischof von Sitten
- 1289: Friedrich V., Graf von Zollern
- 1377: Algirdas, litauischer Großfürst
- 1396: Matteo da Campione, italienischer Bildhauer der Gotik
- 1413: Hermann II. von Hessen, Mitregent und später Landgraf von Hessen
- 1425: Murdoch Stewart, 2. Duke of Albany, schottischer Adeliger
- 1465: Jakob Kennedy, schottischer Bischof, Bischof von Dunkeld und von St Andrews
- 1472: Charles de Valois, duc de Berry, französischer Adeliger
- 1474: Adolf X., Graf von Holstein-Pinneberg
- 1497: Benedetto da Maiano, italienischer Bildhauer und Baumeister
- 1511: Francesco Alidosi, Kardinal
- 1514: Wolfgang von Bayern, bayrischer Adeliger
- 1537: Sophie von Brandenburg-Ansbach-Kulmbach, Herzogin von Liegnitz
- 1542: Caspar Güttel, lutherischer Theologe und Reformator

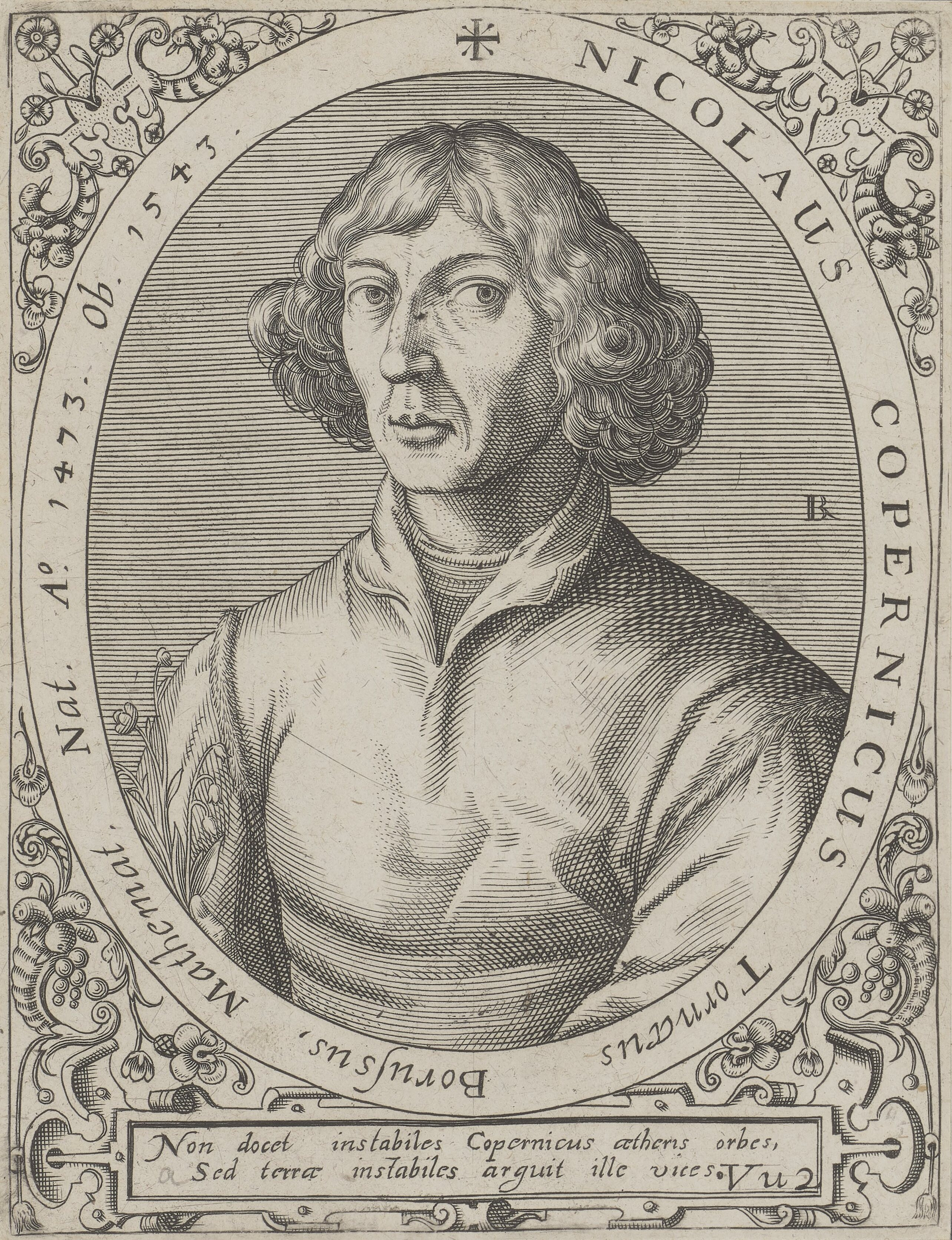
Nikolaus Kopernikus († 1543)

- 1543: Nikolaus Kopernikus, Astronom
- 1560: Hans Jakob von Wattenwyl, Schultheiss von Bern
- 1567: Svante Stensson Sture, schwedischer Staatsmann
- 1579: Paul Crell, deutscher lutherischer Theologe
- 1579: Christoph Tode, Lübecker Bürgermeister
- 1582: Philipp von Lalaing, Graf von Lalaing, Statthalter von Hennegau
- 1592: Nikolaus Selnecker, deutscher evangelischer Theologe, Reformator, Kirchenliederdichter und -komponist
- 1600: Georgius Rhode, westfälischer Priester und Abt des Klosters Marienfeld

### 17. und 18. Jahrhundert
- 1610: Joachim a Burck, deutscher Komponist
- 1612: Robert Cecil, 1. Earl of Salisbury, englischer Staatsmann und Minister unter Elisabeth I. und Jakob I.
- 1616: Margaret Russell, englische Adelige und Alchimistin
- 1618: Johann Georg I., Fürst von Anhalt-Dessau
- 1627: Luis de Góngora, spanischer Lyriker und Dramatiker
- 1637: Johann Füchting, Lübecker Ratsherr und Mäzen
- 1642: Polyxena von Lobkowicz, böhmische Adelige
- 1644: Alfonso III. d’Este, Herzog von Modena und Reggio
- 1647: Ferdinando Gorges, englischer Kolonist

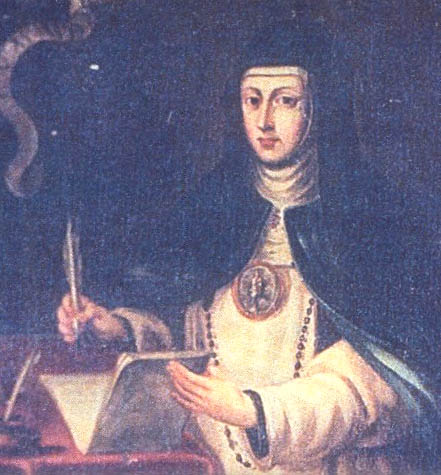
María von Ágreda († 1665)

- 1665: María von Ágreda, spanische Visionärin und Äbtissin des Franziskanerinnenkonvents in Agreda
- 1665: Marie de La Tour d’Auvergne, Herzogin von Thouars
- 1677: Anders Christensen Bording, dänischer Dichter
- 1681: Celio Piccolomini, Erzbischof von Siena
- 1681: Nicodemus Tessin der Ältere, schwedischer Architekt
- 1687: Otto von Grote, deutsches Mitglied der „Fruchtbringenden Gesellschaft“
- 1694: Anthony Cary, 5. Viscount Falkland, britischer Politiker
- 1696: Albertine Agnes von Oranien-Nassau, Fürstin von Nassau-Diez
- 1697: Johann Adolf I., Herzog von Sachsen-Weißenfels
- 1704: Karl Dankwart, schwedisch-deutscher Kirchenmaler
- 1725: Jonathan Wild, britischer Krimineller
- 1742: Pylyp Orlyk, Führer der Saporoscher Kosaken
- 1747: Ernst August Charbonnier, deutscher Gartenkünstler vermutlich französischer Abstammung
- 1762: Charles-Daniel Prince, Schweizer evangelischer Geistlicher
- 1762: Joseph Umstatt, österreichischer Komponist
- 1763: Friedrich Karl von Hardenberg, deutscher Diplomat und Gartenarchitekt
- 1766: Franz Andreas von Borcke, königlich-preußischer Generalleutnant
- 1769: Bernardus Estinghausen, deutscher Priester und Abt des Klosters Marienfeld
- 1770: Johann Eberhard Rau, evangelischer Theologe und Hochschullehrer
- 1773: Johann Zach, böhmischer Komponist und kurfürstlich mainzischer Hofkapellmeister
- 1782: Carl Heinrich von Peistel, deutscher Hymnograph und Pietist
- 1790: François-Henri Clicquot, französischer Orgelbauer
- 1799: Caspar Frederik Harsdorff, dänischer Architekt
- 1800: Johann Christian Kestner, deutscher Jurist und Archivar, Ehemann von Charlotte Buff

### 19. Jahrhundert
- 1805: Fedot Iwanowitsch Schubin, russischer Bildhauer
- 1810: Christoph Gottlob Heinrich, deutscher Historiker
- 1823: Johann Heinrich Wilhelm von den Berken, deutscher Jurist
- 1826: Friedrich Ernst Fesca, deutscher Komponist
- 1826ː Sophia Roentgen, deutsche Malerin und Lehrerin aus der Künstlerfamilie Tischbein
- 1827: Johann Josef Adrians, Oberbürgermeister Freiburgs
- 1828: Wassili Wassiljewitsch Engelhardt, deutschbaltisch-russischer Offizier und Staatsmann
- 1831: Benjamin Carr, englisch-amerikanischer Komponist, Organist, Sänger und Musikverleger
- 1837: Wilhelm Dietrich Hermann Flebbe, deutscher Beamter
- 1837: Karl Ernst Adolf von Hoff, deutscher Naturforscher, Geologe und Wegbereiter des Aktualismus

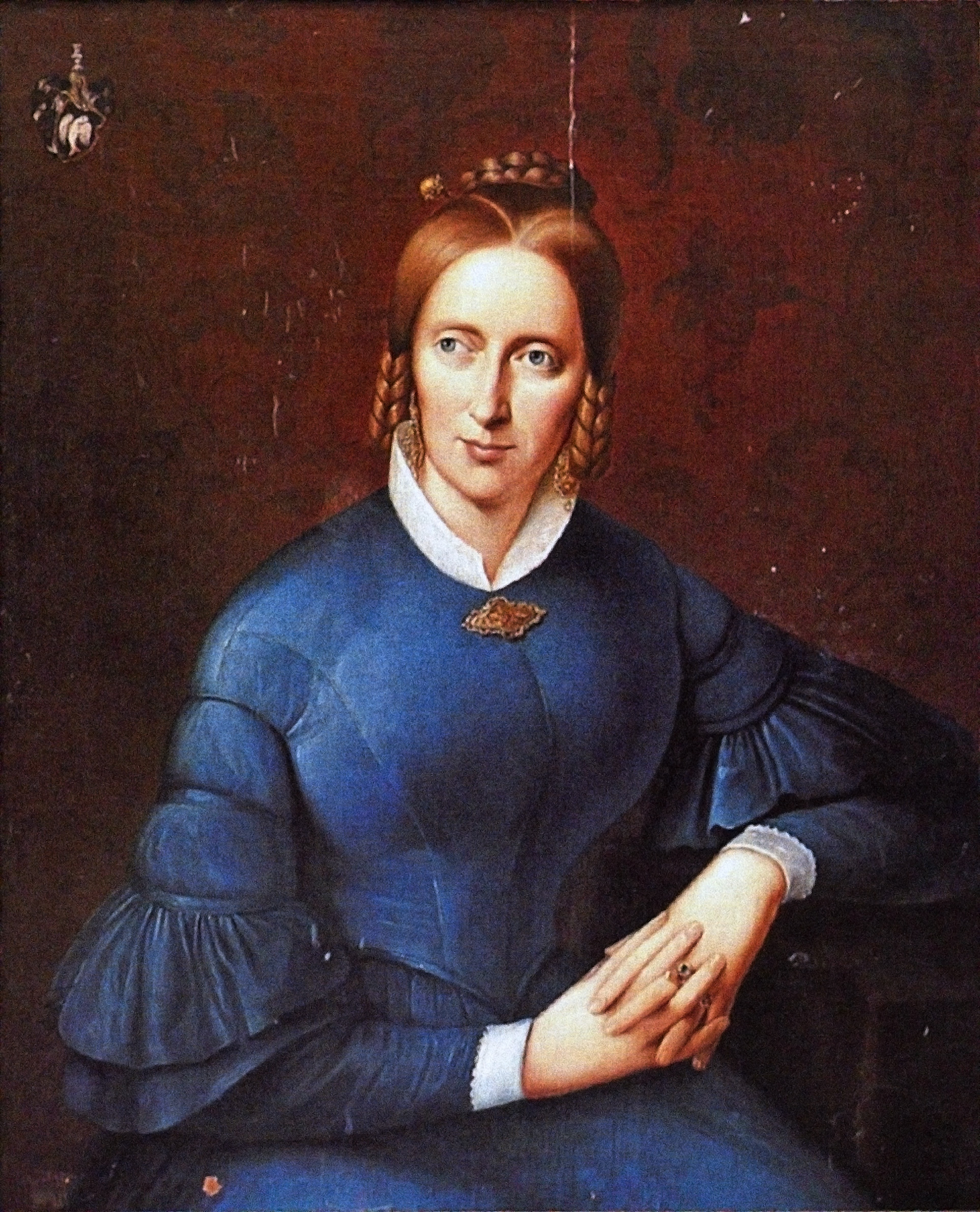
Annette von Droste-Hülshoff († 1848)

- 1848: Annette von Droste-Hülshoff, deutsche Schriftstellerin
- 1861ː Adele Elise Allram, österreichische Schauspielerin
- 1865: Sophie Barat, Gründerin des katholischen Frauenordens der Sacré-Cœur-Schwestern
- 1871: Georges Darboy, Erzbischof von Paris
- 1872: Julius Schnorr von Carolsfeld, deutscher Maler
- 1877: Antonio Smith, chilenischer Landschaftsmaler
- 1879: William Lloyd Garrison, US-amerikanischer Schriftsteller
- 1883: Gabriel Gustav Valentin, deutscher Arzt und Physiologe
- 1884: August Carl Lange, deutscher Architekt
- 1886: Franz Xaver Schönwerth, deutscher Volkskundler
- 1886: Xaveria Rudler, französisch-deutsche Ordensfrau
- 1886: Georg Waitz, deutscher Rechtshistoriker
- 1889: Laura Bridgman, taubblinde US-Amerikanerin

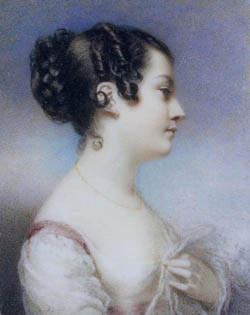
Georgiana Huntly McCrae († 1890)

- 1890: Georgiana Huntly McCrae, schottisch-australische Malerin und Tagebuchschreiberin
- 1894: Julie Bergmann, deutsche Theaterschauspielerin
- 1896: Edward Armitage, englischer Historienmaler
- 1896: Michael Birkeland, norwegischer Historiker, Archivar und Politiker
- 1897: Conrad Geißler, deutscher Orgelbauer

### 20. Jahrhundert

#### 1901–1950
- 1901: Therese Mirani, österreichische Kunsthandwerkerin

Charlotte Mary Yonge († 1901)

- 1901: Charlotte Mary Yonge, englische Schriftstellerin des Viktorianischen Zeitalters
- 1902: Hubert Theophil Simar, Erzbischof von Köln
- 1903: Marcel Renault, französischer Automobilkonstrukteur und -rennfahrer
- 1905: Erich Giersberg, deutscher Feuerwehrmann und Erfinder
- 1905: Rosita Renard, chilenische Pianistin
- 1905: Amalie Schönchen, Gesangssoubrette (Mezzosopran) und Volksschauspielerin
- 1906: Albert Grühn, deutsch-baltischer Theologe und evangelischer Märtyrer
- 1907: Zacharie Astruc, französischer Kunstkritiker, Journalist, Dichter, Komponist, Maler und Bildhauer

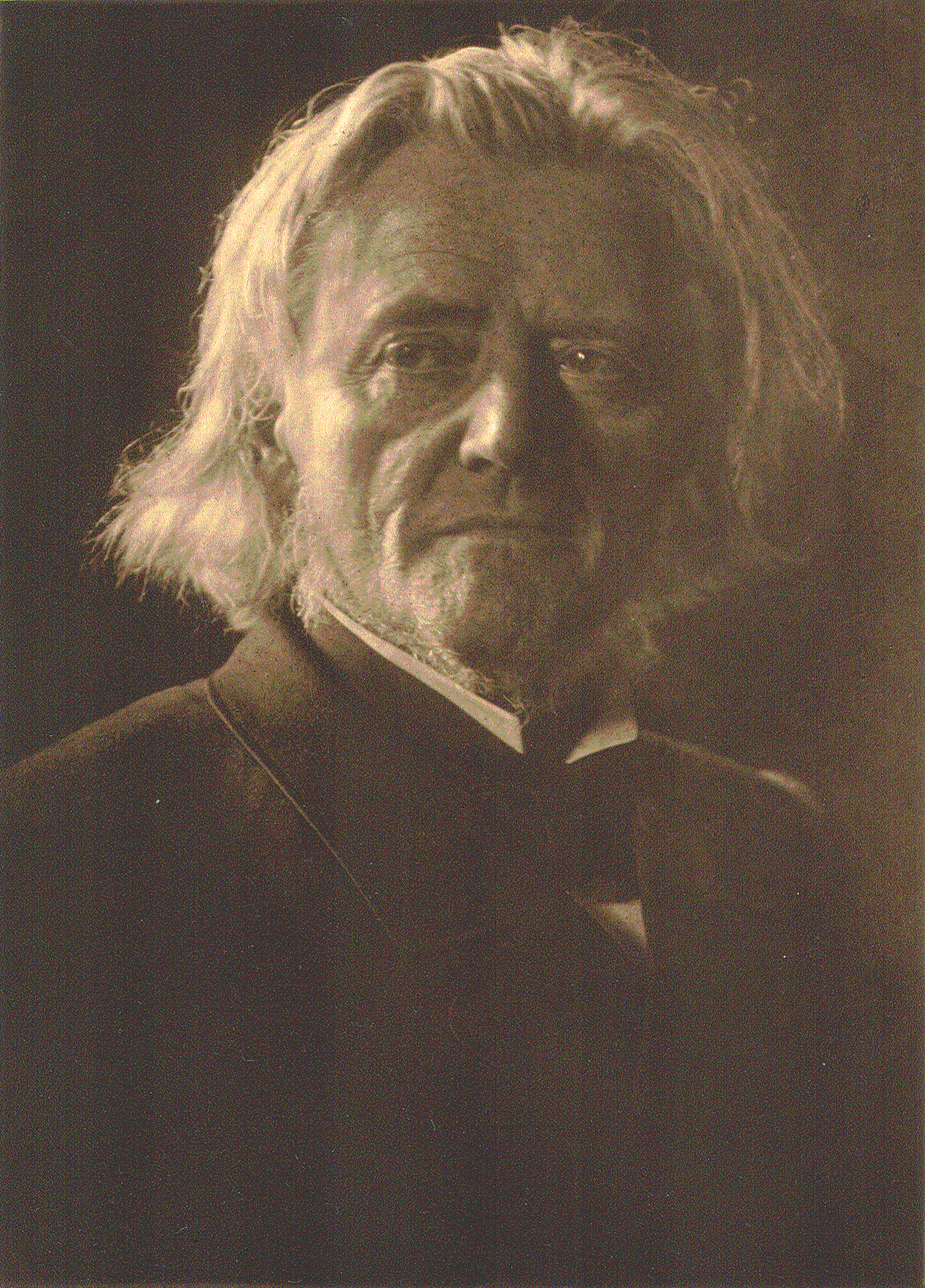
Georg von Neumayer († 1909)

- 1909: Georg von Neumayer, deutscher Geophysiker und Polarforscher
- 1909: August Tonnar, deutscher Bierbrauer sowie Dialektforscher und Heimatdichter
- 1913: Otto Dumke, deutscher Fußballspieler
- 1914: William Lossow, deutscher Architekt
- 1915: John Condon, Soldat, der als jüngster Gefallener der alliierten Truppen geführt wird
- 1919: Amado Nervo, mexikanischer Schriftsteller, Journalist und Diplomat
- 1922: Karl Schäfer, deutscher Orgelbauer
- 1924: Luise Schmidt, deutsche Malerin, Zeichnerin und Grafikerin
- 1925: Andreas Henze, deutscher Priester, Gymnasialprofessor und Meteorologe
- 1925: Fritz Herbert, Reichstagsabgeordneter für Pommern, Konsumgenossenschafter
- 1925: Georges de Montenach, Schweizer Autor und Politiker
- 1925ː Adelma von Vay, österreichische Schriftstellerin und Spiritistin
- 1932: Ewald Müller, deutscher Lehrer, Heimatdichter und Heimatforscher
- 1933: Wiktor Dolidse, georgischer Komponist
- 1934: Richard Buchmayer, deutscher Pianist und Musikhistoriker
- 1939: Christian Heyden, deutscher Porträt-, Genre- und Landschaftsmaler der Düsseldorfer Schule

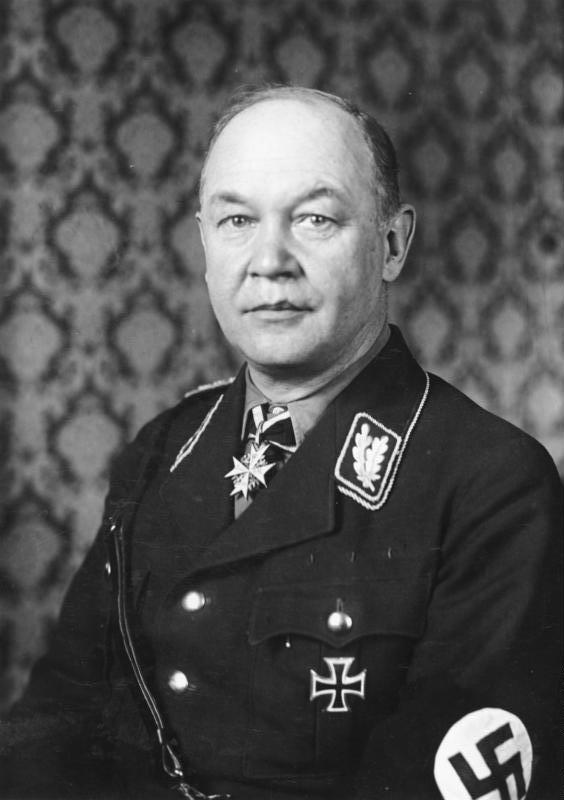
Achim von Arnim († 1940)

- 1940: Achim Konstantin Rudolf Ferdinand von Arnim, deutscher Offizier
- 1942: Paul Arndt, deutscher Nationalökonom
- 1942: Ludwig Ascher, deutscher Sozialhygieniker
- 1944: Stephanie Hollenstein, österreichische Malerin des Expressionismus
- 1944: Alfred Montmarquette, kanadischer Folkkomponist und Akkordeonist
- 1945: Martin Onslow Forster, britischer Chemiker
- 1945: Konstantin Gorbatov, russischer Kunstmaler
- 1945: Robert Ritter von Greim, deutscher Generalfeldmarschall
- 1947: Heinrich Dubbel, deutscher Professor für Maschinenbau
- 1947: Albert Guyot, französischer Unternehmer und Automobilrennfahrer
- 1948: Jacques Feyder, französisch-belgischer Filmregisseur
- 1949: Rosita Renard, chilenische Pianistin
- 1949: Philipp Zoch, deutscher General
- 1950: Archibald Wavell, 1. Earl Wavell, britischer Feldmarschall

#### 1951–2000
- 1951: Judith Andrée-Hanslik, österreichische Philologin
- 1954: Edwin Rolfe, US-amerikanischer Dichter
- 1956: Wilhelm Naegel, deutscher Politiker, MdL, MdB
- 1958: Friedrich Franz zu Hohenlohe-Waldenburg-Schillingsfürst, deutscher Adeliger und Gatte der Spionin Stephanie Richter
- 1959: John Foster Dulles, US-amerikanischer Außenminister
- 1959: Ville Kyrönen, finnischer Langstrecken- und Crossläufer
- 1962: Roger Labric, französischer Journalist, Schriftsteller und Rennfahrer
- 1963: Elmore James, US-amerikanischer Musiker
- 1963: Max Scheffenegger, österreichischer Politiker
- 1964: Erich Möller, deutscher Bahnradsportler
- 1964: Thomas Vernor Smith, US-amerikanischer Politiker
- 1966: Emil Fahrenkamp, deutscher Architekt und Professor
- 1968: Bernard Rogers, US-amerikanischer Komponist
- 1969: Hans Weber, deutscher Motorradrennfahrer
- 1970: Else Liefmann, deutsche Ärztin und Sozialarbeiterin
- 1973: Dirk Fock, niederländischer Dirigent und Komponist

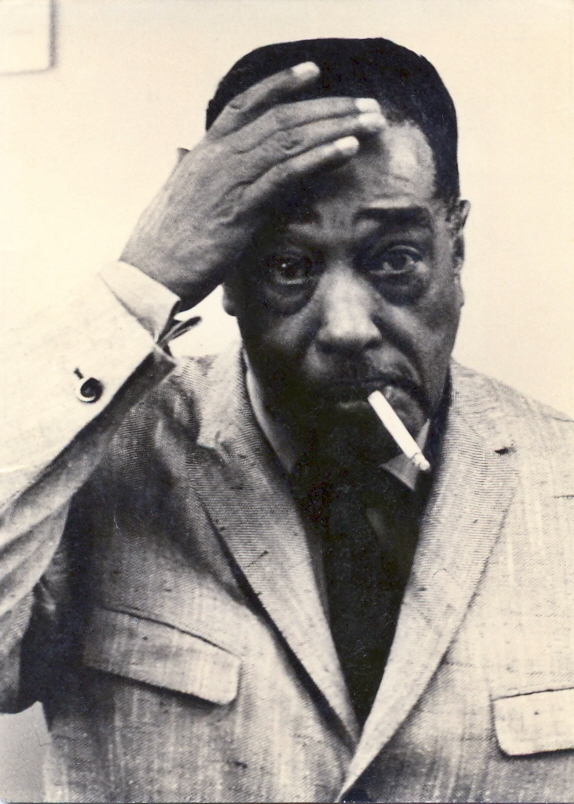
Duke Ellington († 1974)

- 1974: Duke Ellington, US-amerikanischer Jazz-Komponist, -Pianist und -Bandleader
- 1978: Barthélemy Adoukonou, beninischer Theologe und Kurienbischof
- 1979: Jan Arvan, US-amerikanischer Schauspieler
- 1979: Francisco Casabona, brasilianischer Komponist
- 1979: Marvin Duchow, kanadischer Komponist, Musikwissenschaftler und -pädagoge
- 1981: Robert Bratschi, Schweizer Politiker, Gewerkschafter und Bahnbeamter
- 1981: Charles-Émile Gadbois, kanadischer Geistlicher, Musikverleger und Komponist
- 1983: Owen Phillips, belizischer Sportschütze
- 1984: Nigel Mann, britischer Automobilrennfahrer
- 1984: Pawoł Nedo, sorbischer Pädagoge und Ethnologe, Domowina-Vorsitzender
- 1985: Natalio Perinetti, argentinischer Fußballspieler
- 1986: Robert Philipp Nöll von der Nahmer, deutscher Finanzwissenschaftler und Politiker
- 1987: Niklot Beste, lutherischer Bischof in der DDR
- 1987: Ernst Leopold Prinz zur Lippe, deutscher Adeliger und Parteifunktionär der NSDAP
- 1987: Detlef Struve, deutscher Politiker
- 1988: Freddie Frith, britischer Motorradrennfahrer
- 1989: Hans Hansen Palmus, niederdeutscher Heimatdichter
- 1990: Léo Rivest, kanadischer Schauspieler
- 1990: Dries van der Lof, niederländischer Automobilrennfahrer
- 1991: Gene Clark, US-amerikanischer Country-Rock-Musiker (Byrds)
- 1992: Hitoshi Ogawa, japanischer Automobilrennfahrer
- 1993: Hermann Vetters, österreichischer Archäologe
- 1993: Luise Wulff, deutsche Grafikerin und Illustratorin

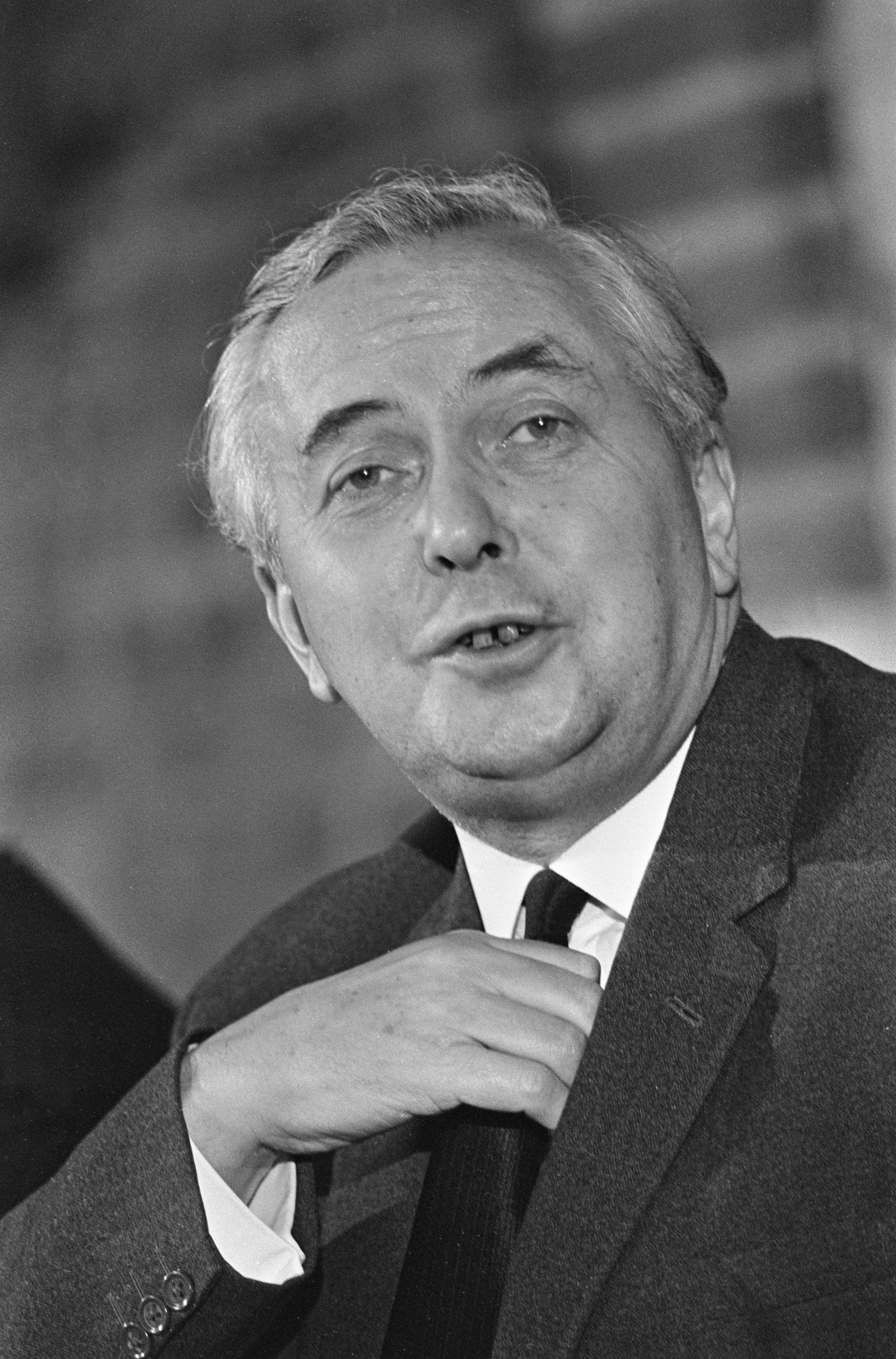
Harold Wilson († 1995)

- 1995: Harold Wilson, britischer Premierminister
- 1995: Jürgen Horlemann, deutscher Politiker und Verleger
- 1996: John Abbott, britischer Schauspieler
- 1996: Jacob Druckman, US-amerikanischer Komponist und Musikpädagoge
- 1997: Edward Mulhare, irisch-US-amerikanischer Schauspieler
- 1997: Kim Tal-su, japanischer Schriftsteller

### 21. Jahrhundert
- 2001: Wolfgang Kimmig, deutscher Prähistoriker
- 2002: Johannes Overath, deutscher katholischer Theologe und Priester
- 2003: Edward Bogusławski, polnischer Komponist und Musikpädagoge
- 2004: Friedrich Wilhelm Christians, deutscher Banker
- 2004: Henry Ries, US-amerikanischer Bildkorrespondent
- 2005: Eddie Albert, US-amerikanischer Schauspieler
- 2005: Carl Amery, deutscher Schriftsteller
- 2006: Kalcidon Agius, maltesischer Schriftsteller, Dramatiker und Politiker
- 2006: Henry Bumstead, US-amerikanischer Filmarchitekt
- 2007: Wolfgang Bächler, deutscher Lyriker und Prosaist
- 2007: Cédric Dumont, Schweizer Komponist, Dirigent und Autor
- 2007: Karl-Heinz Koch, deutscher Jurist und Politiker
- 2007: Gert Schliephake, deutscher Zoologe
- 2008: Robert Knox, britischer Schauspieler
- 2010: Paul Gray, US-amerikanischer Rockmusiker (Slipknot)

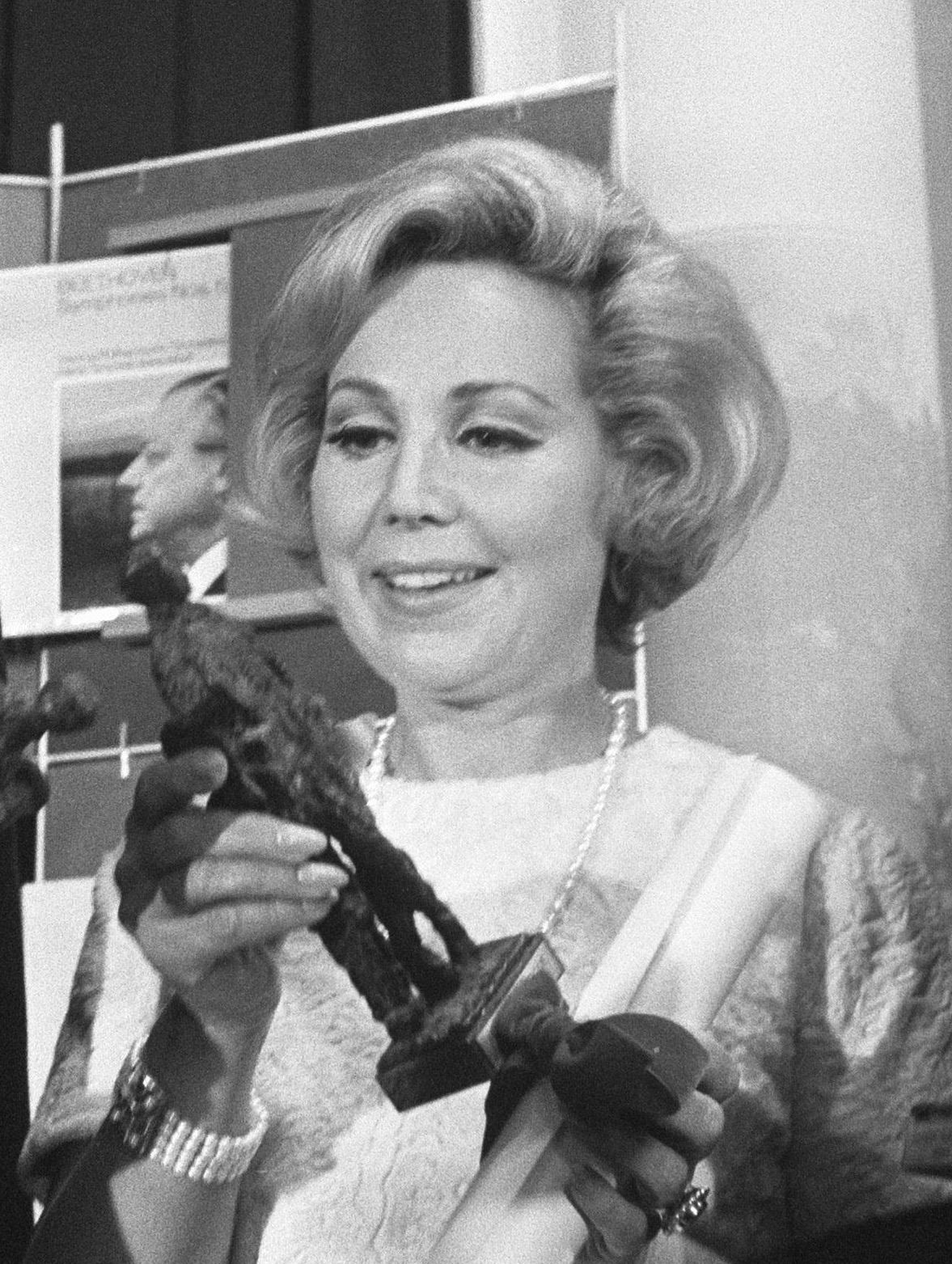
Anneliese Rothenberger († 2010)

- 2010: Anneliese Rothenberger, deutsche Opernsängerin
- 2012: Ursula Arnold, deutsche Fotografin
- 2012: Christa Löser, deutsche Schauspielerin
- 2013: Michel Crozier, französischer Soziologe
- 2013: Gotthard Graubner, deutscher Maler
- 2014: Klaus Herm, deutscher Schauspieler und Hörspielsprecher
- 2014: Nitya Pibulsonggram, thailändischer Diplomat und Politiker
- 2014: Michael Schmidt, deutscher Fotograf
- 2015: Pedro Roque Favier, kubanischer Ringer
- 2015: Tanith Lee, britische Schriftstellerin
- 2016: Neil Cunningham, neuseeländischer Automobilrennfahrer
- 2016: Burt Kwouk, britischer Filmschauspieler
- 2017: Denis Johnson, US-amerikanischer Schriftsteller
- 2017: Fritz Lichtenhahn, Schweizer Schauspieler
- 2018: John Bain, britischer Computerspielkritiker und -kommentator
- 2018: Gudrun Burwitz, deutsche Nationalsozialistin, Tochter von Heinrich Himmler
- 2018: Charlotte Fox, US-amerikanische Bergsteigerin
- 2018: Oddur Pétursson, isländischer Skilangläufer
- 2019: Murray Gell-Mann, US-amerikanischer Physiker
- 2019: Oleg Sergejewitsch Golowanow, sowjetischer Ruderer und Rudertrainer
- 2021: Milan Puzrla, tschechoslowakischer Radrennfahrer
- 2022: Tadeusz Jankowski, polnischer Skilangläufer
- 2022: Thomas Ulsrud, norwegischer Curler
- 2023: Tina Turner, US-amerikanische Sängerin und Schauspielerin
- 2024: Angela Gentzmer, deutsche Autorin und Liedtexterin

## Feier- und Gedenktage
- Kirchliche Gedenktage
  - Nikolaus Selnecker, deutscher Pfarrer (evangelisch)
  - Königin Ester, persische Jüdin (evangelisch: LCMS)
  - Nikolaus Kopernikus, polnischer Wissenschaftler (evangelisch: ELCA)
  - Leonhard Euler, Schweizer Wissenschaftler (evangelisch: ELCA)
- Namenstage
  - Johanna
- Staatliche Feier- und Gedenktage
  - Bulgarien: Tag der kyrillischen Schrift

Weitere Einträge enthält die Liste von Gedenk- und Aktionstagen.